# ロカ線電化
ロカ線電化とは、アルゼンチンの鉄道路線網の一つ・ロカ将軍鉄道のブエノスアイレス近郊通勤路線であるロカ線の電化に伴う、日本の鉄道関連業界が参与した大型ターンキープロジェクトである。内容は、電車156両のほか、電力・信号・通信の仕組みと軌道の改良、電化開業及び電車を運用するための教育を含むものであった。

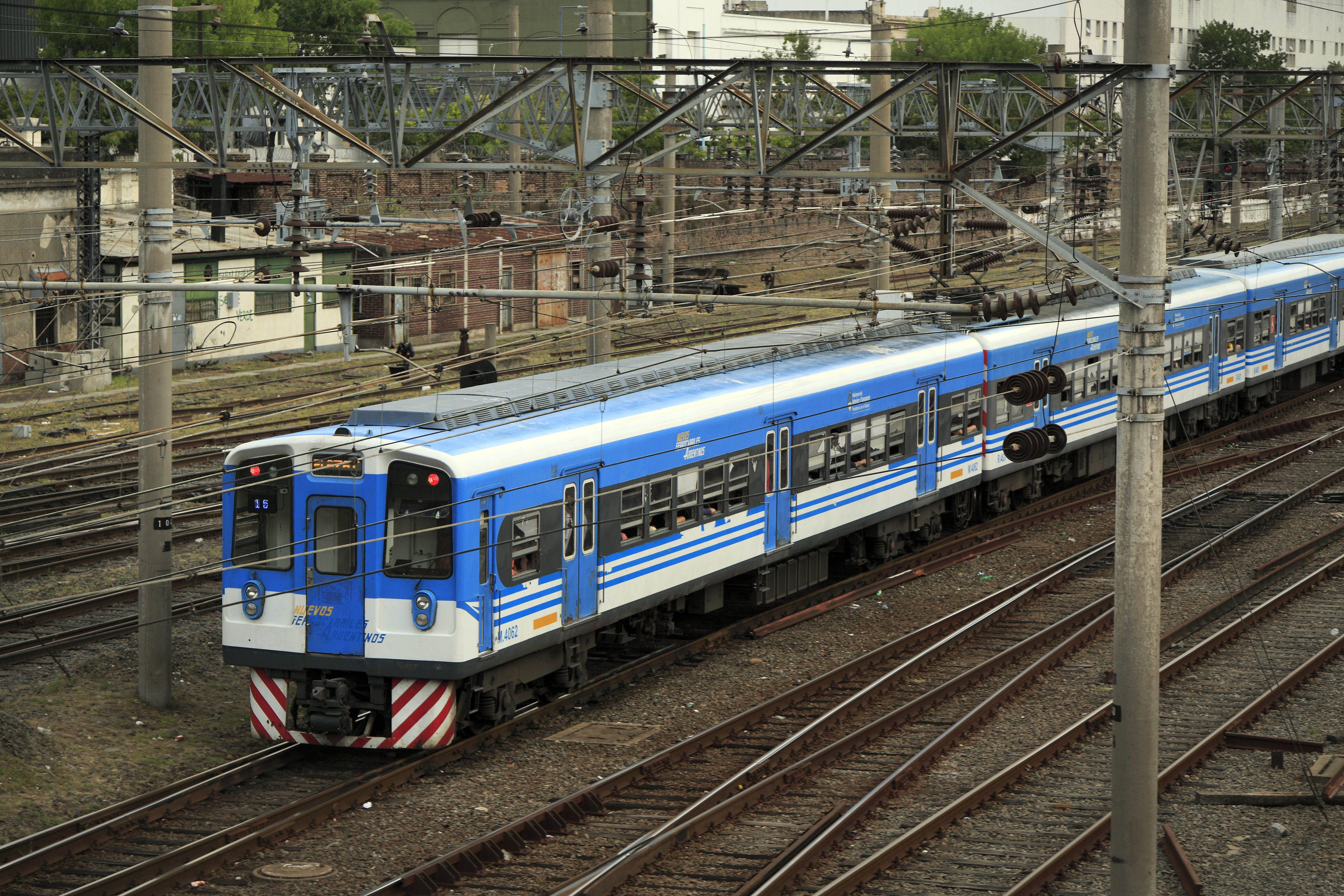
ロカ線の日本製"Toshiba"電車

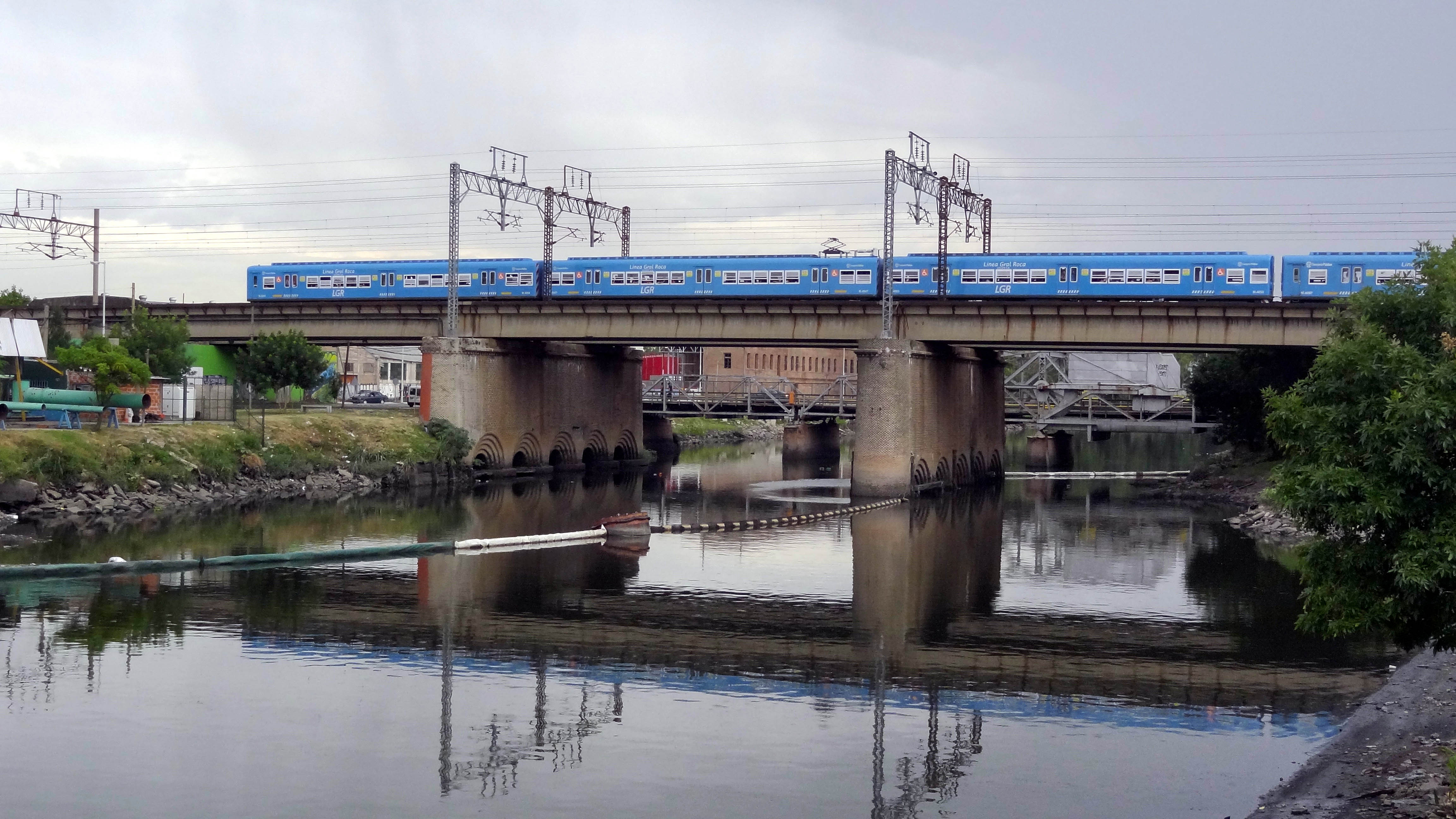
マタンサ川を渡る日本製"Toshiba"電車
日本式の架線柱やブラケットが採用されている

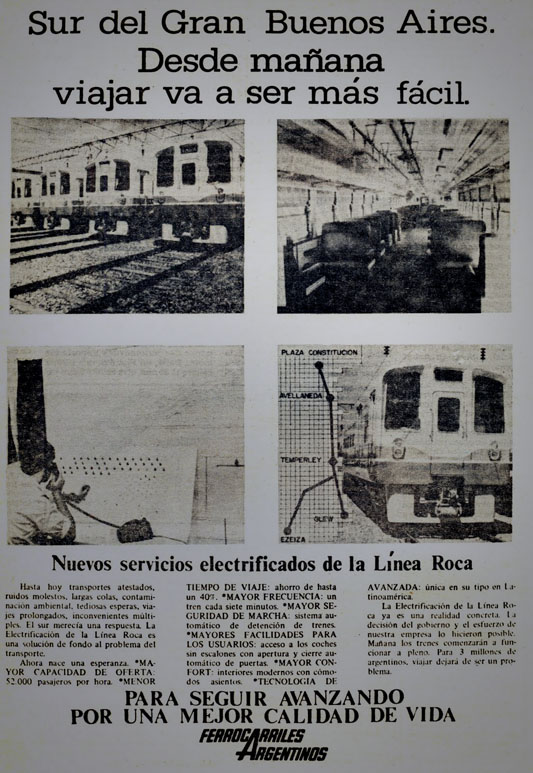
1985年の第一電化計画区間の電化開業を宣伝するアルゼンチン国鉄（初代）のポスター

## 概要

### 電化工事のいきさつと第1期区間の電化工事
1948年に一部の工業鉄道を除き国有化されたアルゼンチンの鉄道は、首都ブエノスアイレスから放射状に伸びる6つの鉄道網それぞれに同国の著名な将軍の名が冠されており、その都心と郊外の間には6鉄道路線全てに鉄道の愛称そのままの近郊通勤路線が運行されている。
そのうちのミトレ線・サルミエント線・ウルキサ線は国有化前から電化されていたが、ロカ線とサン・マルティン線とメーターゲージのベルグラーノ北線およびベルグラーノ南線は電化されないまま、ディーゼル機関車牽引による客車列車が低頻度で運行されており、ベルグラーノ南線以外では通勤時に終着駅での機関車の付け替え（機回し）を行わずに折り返し時間を早めるために、プッシュプル（ペンテルツーク）方式の列車も運行されたが、慢性的な輸送力不足をきたしていた。
そこで、電化を行い、電車および高性能の電気機関車を使用した高頻度での輸送を実現する計画が立てられ、1961年にアルゼンチン政府と各国の間で行われた提案により計画が開始。その結果、ロカ線は日本、アメリカ合衆国、イギリスおよびフランスの技術で、サン・マルティン線はソビエト連邦（ソ連）の技術で電化されることとなり、それぞれの国家とアルゼンチンの両政府による大型の国家プロジェクトとして立ち上げがなされ、日本政府は日本国有鉄道と大手商社の丸紅、および日本輸出入銀行（輸銀）や東芝、日立製作所や三菱電機を筆頭とする大手の電気機器メーカー各社にJICA、海外鉄道技術協力協会（JARTS）などが加わった形の官民一体のバックアップ体制で臨むこととなり、1969年に日本連合として結成が行われた。このうち、サン・マルティン線は電車ではなく電気機関車と客車の編成で計画されたが、政府の財政難とソ連の崩壊により実現することは無かった。また、ベルグラーノ北・南線は当時乗客数が少なかったため、電化計画は立てられず非電化のまま推移し、電化計画が生まれるのはだいぶ先の事となった。　
ロカ線の電化対象区間は、ブエノスアイレス市街地南側のターミナルであるプラサ・コンスティトゥシオン - ラプラタ（州都）間、プラサ・コンスティトゥシオン - テンペルレイ間とテンペルレイ - エセイサ - カニュエラス間およびテンペルレイ - グレウ - ボスケス - キルメス/ビシャ・エリーザ - ラプラタ（グレウ経由）間であった。
1971年、ロカ線の電化工事の計画は対象の4か国の中から1か国のみに依頼することが決定し、対象の4か国は入札を行った。激しい落札競争ののち、アメリカ合衆国は辞退し、フランスは入札期限の延長を希望したが受け入れられずに撤退し、日本とイギリスの一騎打ちとなり、最終的に日本が落札し調印。なお、日本に敗れたイギリスは駐アルゼンチン大使を「この案件（ロカ線電化工事）を落札できなかった」ことを理由に更迭したという。
落札した官民一体の日本連合に加え、アルゼンチン側も同国の鉄道車両、および機械メーカー各社も連合をつくり、日本とアルゼンチン両国による大型で協力なプロジェクトとして動きだしたロカ線の電化工事であるが、アルゼンチンの国家予算の関係上、円滑に進めることができず、同国の軍事政権による「汚い戦争」の最中の1978年に当初予定していた電化区間を2分割し、もっとも優先度の高い区間を第1期区間、それを除いた区間を第2期区間として実施することになり、第2期区間は別途入札を行うとされたことから、日本連合は第1期区間の担当となった。
このような事情により計画の調印から10年、誕生から20年が立とうとしていた1981年の12月、ようやく第1期区間の電化工事が開始され、列車の運行に支障をきたさないように徹夜での作業が行われた。
1985年の11月15日、第1期区間の電化工事が完成し、電車による運行が開始された。電化による所要時間の短縮や列車本数の増加は抜群の効果を示し、電化された区間の乗客は大きく増加したことから、電車の増結を行うこととなり、アルゼンチン国内の企業においてその増結用の車両の製造が開始され、1987年から1989年にかけて導入が行われた。

### 運営の変遷と第2期区間の電化工事
日本連合が落札、工事を行った第1期区間の電化工事が完了し、1980年代の後半より残りの第2期区間に電化工事が開始されたが、前述の通り第1期区間と第2期区間は別の入札契約となっており、この第2期区間はスペインの協力が行われ、ロカ線の電化されていない主力区間のプラサ・コンスティトゥシオン - ラプラタ間（2系統）の一部に、スペイン国内で使用されているものと同様の「スペイン国鉄仕様」と呼ばれる鉄製の架線柱が設置されたが、アルゼンチンが再びハイパーインフレとなったことからこの工事は中断された。
1991年、鉄道労働組合が大規模なストライキを起こし、運営・管理がアルゼンチン国鉄から首都圏鉄道会社（Ferrocarriles Metropolitanos S.A. - FE.ME.SA.）へ移管され、さらに1995年からは当時のカルロス・メネム大統領の経済立て計画の一環として路線・車両の保有と運営が10年単位契約のコンセッション方式により民営化された。
しかし、この民営化でロカ線を運営することとなったTMR（Transportes Metropolitano Roca、保有は親会社のMetropolitano）は、国からコンセッションの条件として補助金とともに与えられた「サービスの向上」と「定時運行の厳守」「利用者の増加」および「第2期区間の電化」の条件を満たすことが出来ず、特に2000年代以降は親会社の総支配人による補助金の不正利用も明らかとなるなか、2002年に17年ぶりとなる電化区間の延伸がグレウ - アレハンドロ・コルン間で行われ、2004年にはテンペルレイ - クライポレ間が電化された。これらは上記の「第2期区間の電化」計画の一部であり、このまま電化が進むと思われたが、何年かけても上記の条件を満たすことが出来ず、2006年には運営状態が日に日に悪化するTMRに抗議する一部の利用者が電車に投石する事件が発生。同年内に同社は2008年までの2年間で行う予定の「リノベーション」計画を策定したものの、翌2007年5月には「牛（=家畜）のように移動させられている」と抗議を行う一部の利用者がプラサ・コンスティトゥシオン駅構内とそこに停車していた電車2編成を放火する事件が発生し、それと同時にTMRはコンセッションを終了させられた。運営・管理と車両の保有は政府と他の民営企業3社による合弁のUGOFE（緊急鉄道運営組織）に変更となった。
UGOFEはTMRが行わなかった線路や車両の整備・更新を優先したため、電化区間の延伸は行われなかった。2013年にUGOFEは解体され、後任は再び民営企業であるArgentrenが引き継いだあと、2015年に再び政府の手に戻り、それより新アルゼンチン国鉄が運営・保有を行っている。
この新アルゼンチン国鉄はすぐにのこりの電化計画区間の電化を軸とした「五か年計画」を制定。その計画のもとで電化区間の延伸が再開され、2017年から2018年にかけてクライポレ - ボスケス間およびプラサ・コンスティトゥシオン - ラプラタ間（キルメス経由の路線のみ）の電化が完成。今後も電化区間は伸び、最終的にはボスケス - ビシャ・エリーザ間、エセイサ - カニュエラス間が電化されることで全ての計画が実行される予定である。
なお、ロカ線の電化に際しては、電気機関車は1両も用意されていない。これは、非電化区間へ直通する列車の牽引を旅客・貨物問わずディーゼル機関車が一貫して行い、電化区間内のみを運行する列車を電車へ置き換えたことによるものである。

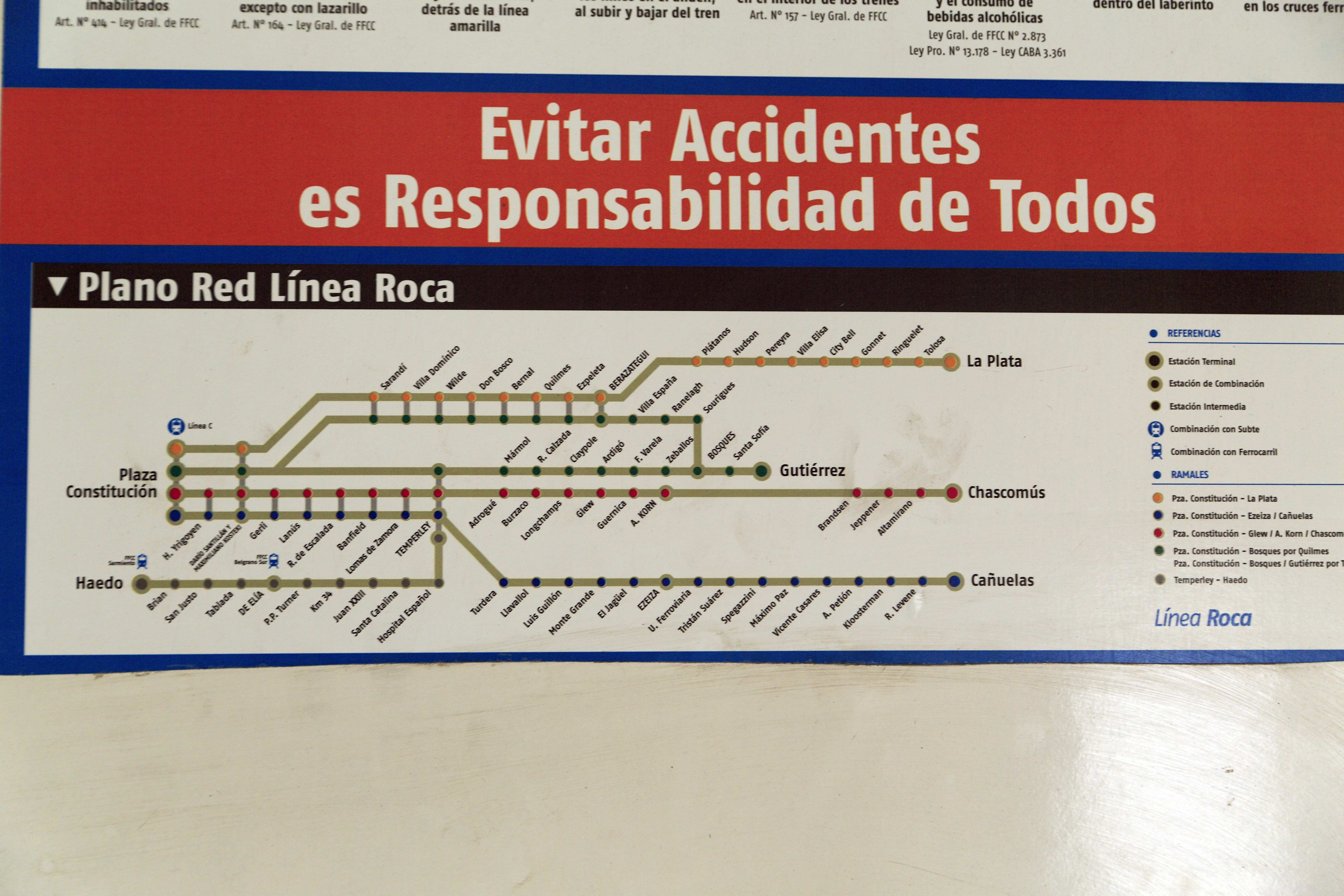
ブエノスアイレス近郊路線の一つであるロカ線の運行形態図（中・長距離列車とラプラタ市内路線は除く） 鉄道網の形態的にはテンペルレイ - アエド間はサルミエント鉄道に所属するほか、グティエレス - ビシャ・エリーザ間の客扱いは休止中のため掲載されていない
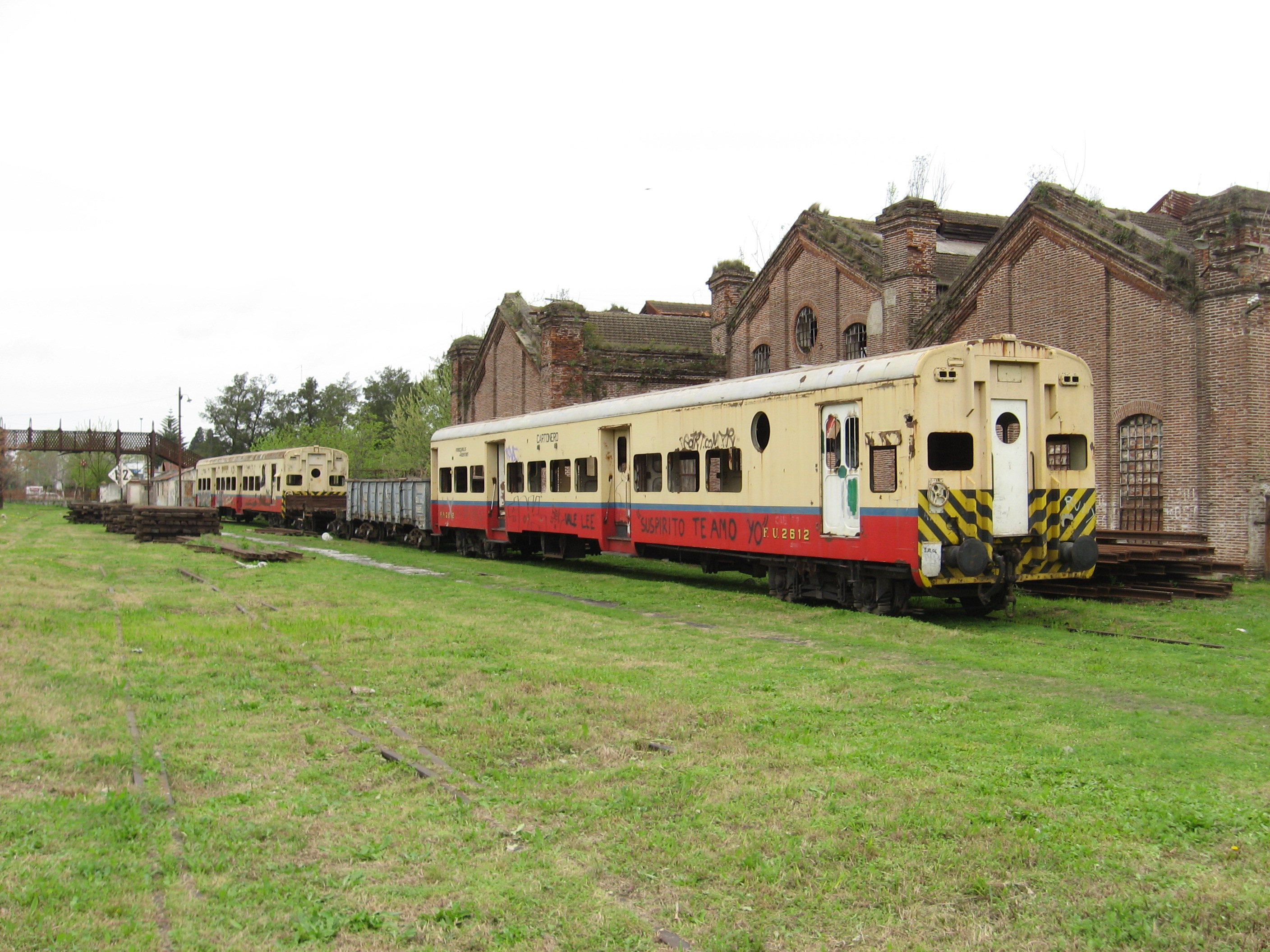
ロカ線で使用されたプッシュプル運転用の運転室付き客車
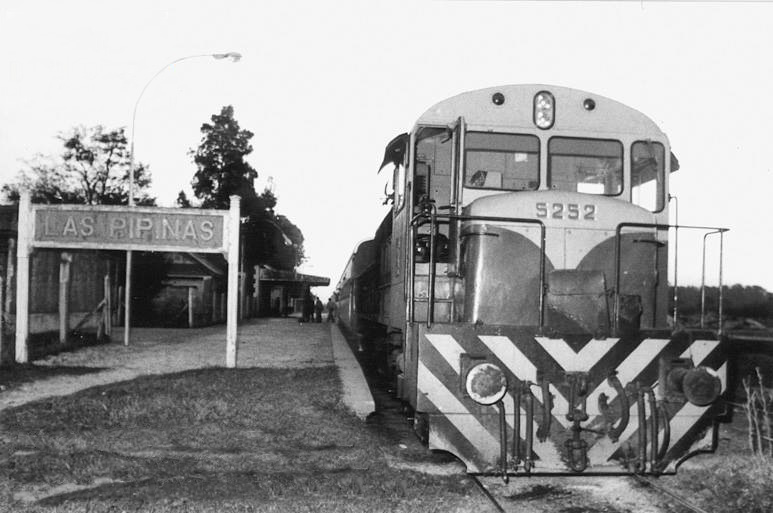
プッシュプル列車に使用された"GAIA"形ディーゼル機関車
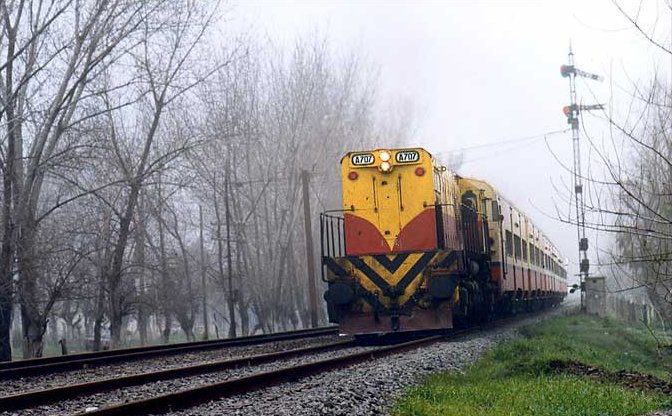
ロカ線の非電化区間の主力車両であるEMD G22形ディーゼル機関車とFiat-Materfer製「近郊形客車」の編成
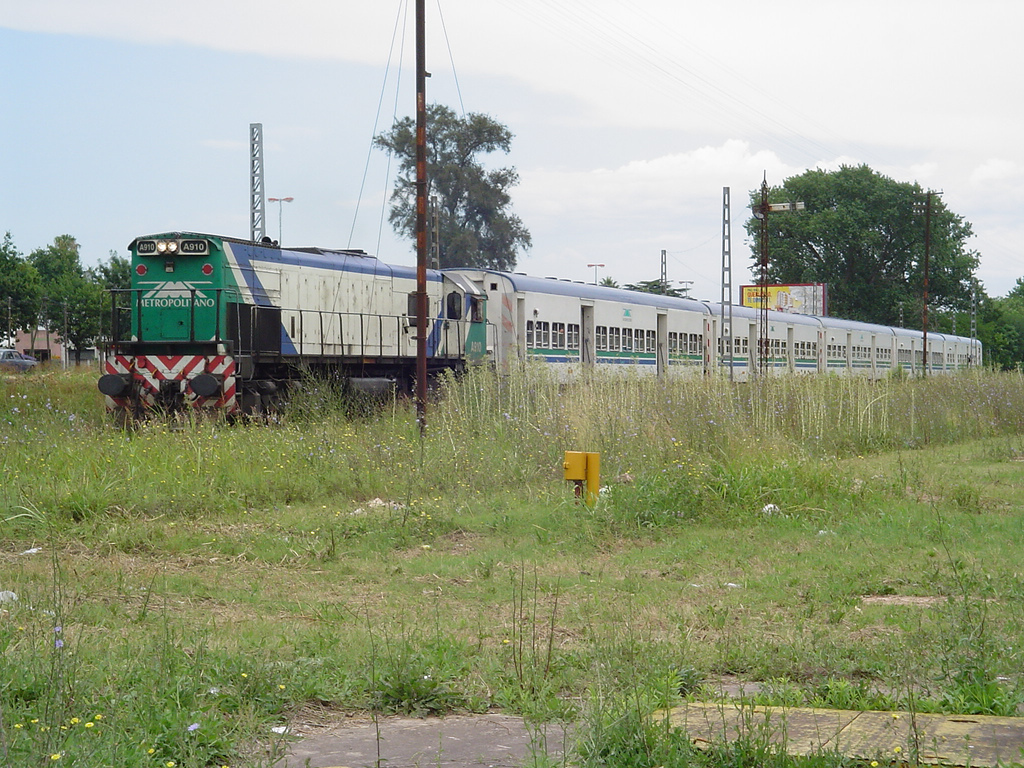
電化準備工事の一環として建てられた鉄製の架線柱の脇を通過するプラサ・コンスティトゥシオン発ラプラタ行きの客車列車 腕木式信号機の姿も見える
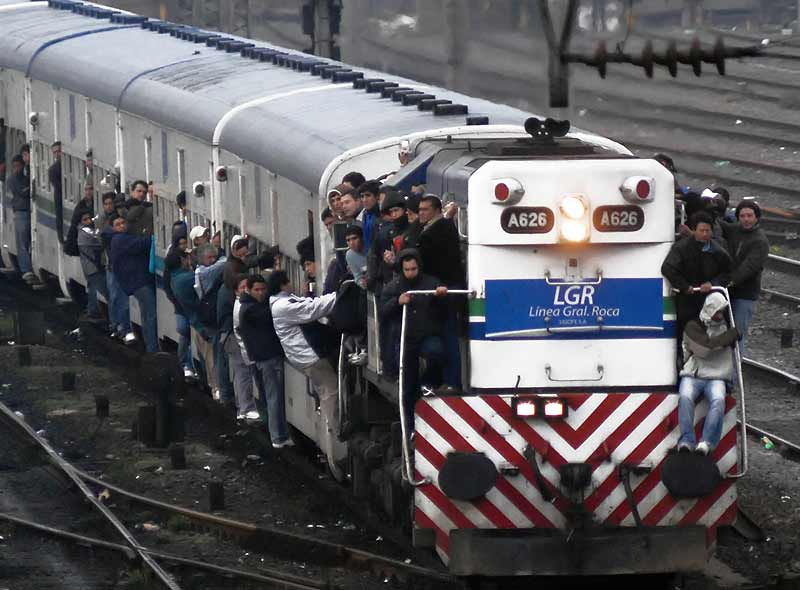
架線下を行く客車列車 混雑のため客車とディーゼル機関車の外にまで乗客が溢れている
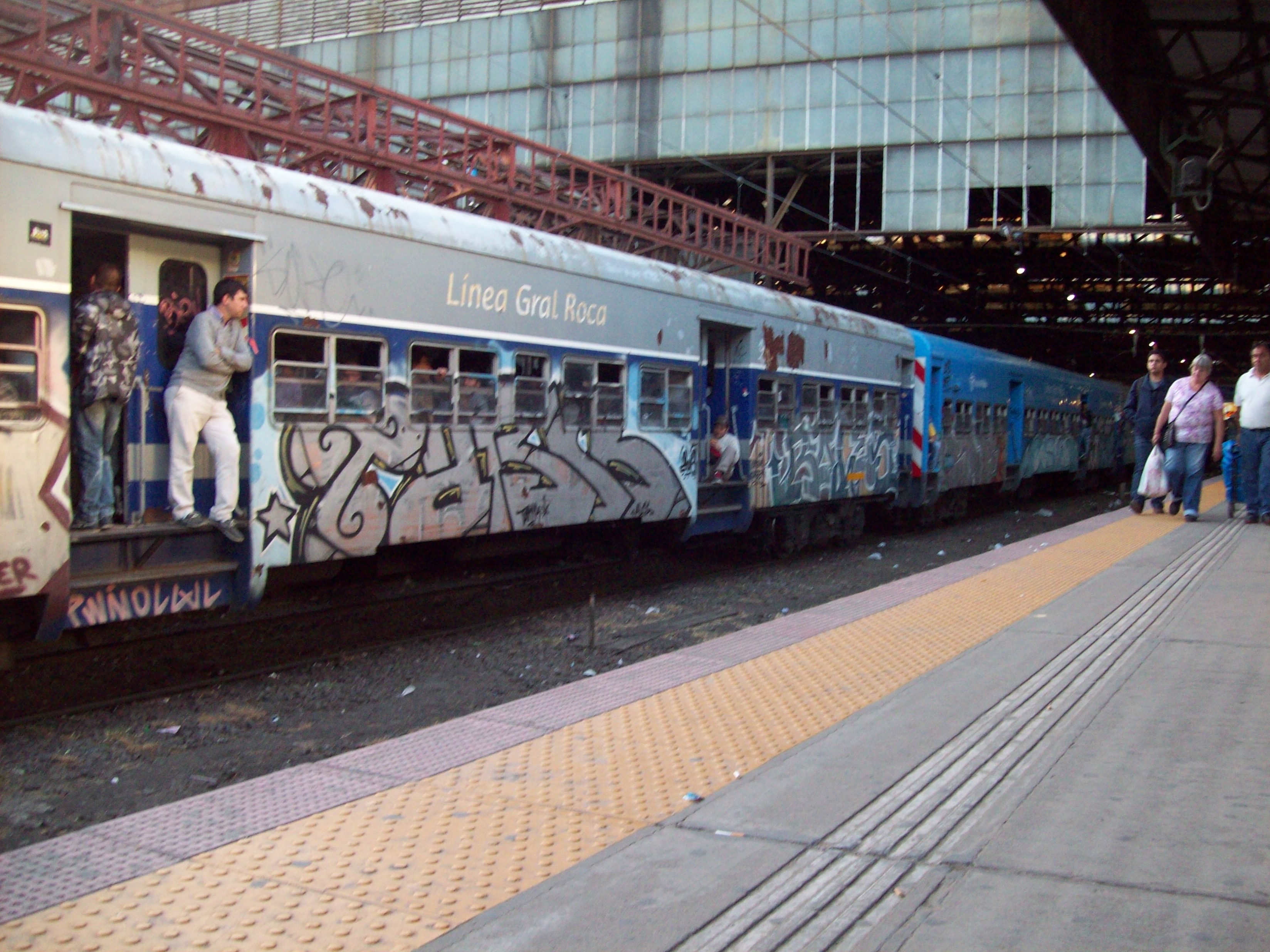
プラサ・コンスティトゥシオンに停車中の電化前のラプラタ行き客車列車 混雑のため乗降扉の外にも乗客の姿が見える
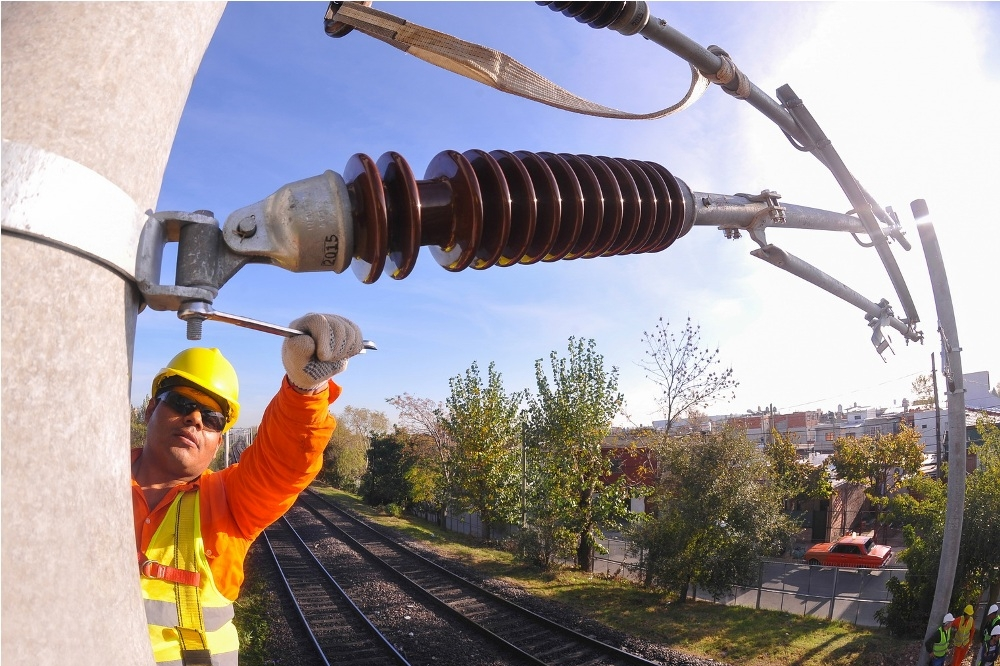
電化延伸区間において架空電車線を支える可動ブラケットの長幹碍子部を架線柱に固定する作業を行う新アルゼンチン国鉄の作業員 可動ブラケットの形状は日本国内で使用されているものと共通
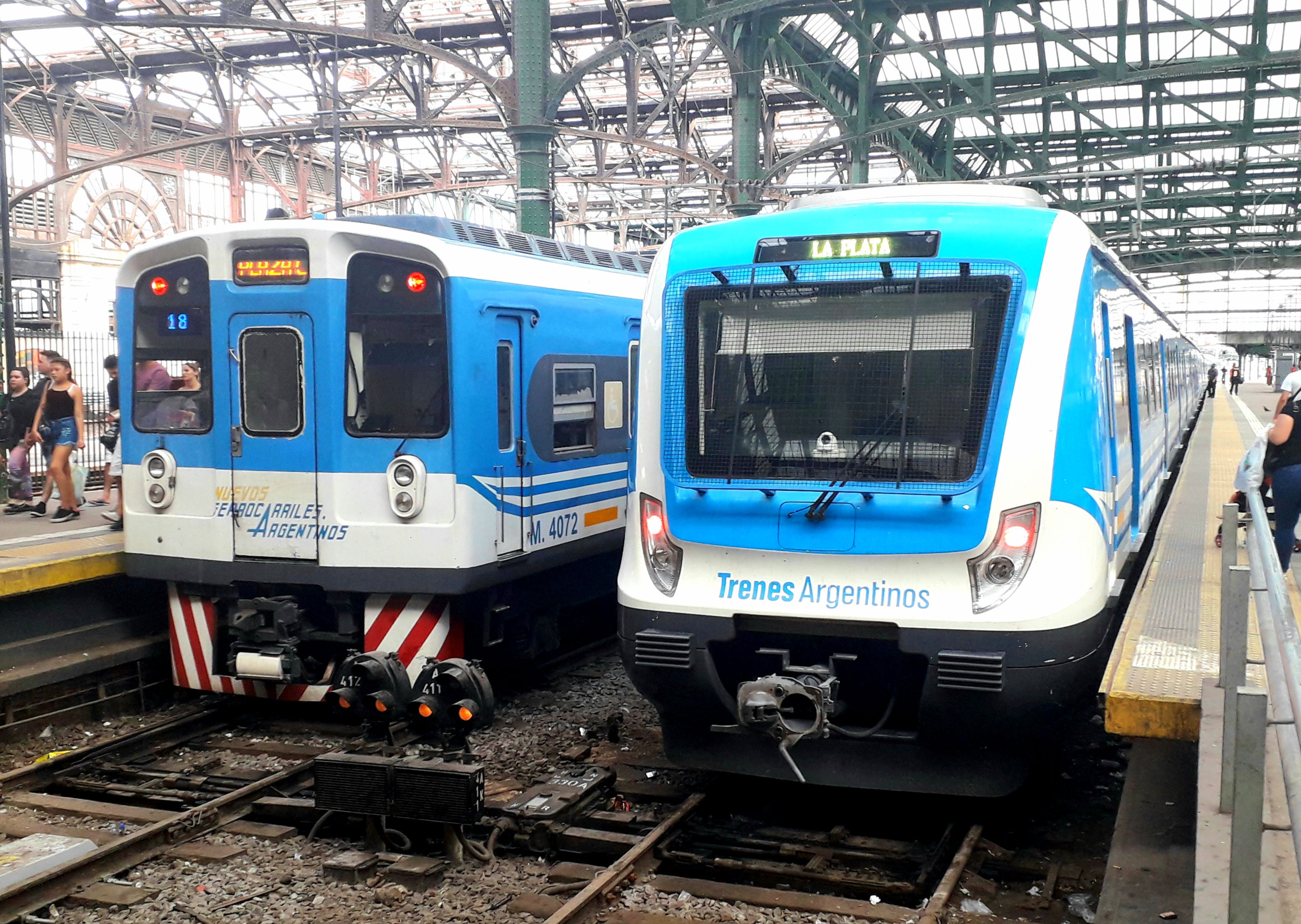
最初の電化で登場した日本製の"Toshiba"電車（左） ラプラタ電化を中心とした電化区間延伸の目玉として登場した中国製（主制御器は日本製）の"Chino/CSR-Mitsubishi"電車（右） 現在の主力がプラサ・コンスティトゥシオンで並ぶ

### アルゼンチン国鉄中央研修センターの設立
前述の通り、この事業ではラテン・アメリカ地域として初めて鉄道の交流電化を行うこととなった。そのため、アルゼンチン国鉄は職員に対して交流電化に関する特別な教育を行わなければならず、さらに同国鉄は全般的な近代化を計画していたことから、電化計画に加えて職員の研修を行うための施設の計画および建設を日本政府へ要請。日本政府は対外援助団体である国際協力事業団（JICA）を介して、この施設の建設および施設内における研修内容の伝授を行うことを決定した。そして誕生したものが、アルゼンチン国鉄中央研修センター（通称CENACAF）である。ロカ線のテンペルレイ駅の近くに建設が行われることとなり、1984年に着工、翌1985年完成した。
この施設においては前述の目的のほか、アルゼンチンの周辺諸国の鉄道事業への支援や研修生の受け入れなども行われている。

## 車両

### 日本製車両（一部はアルゼンチン製の車体）

#### 概要
- 現地では主要機器の製造元よりToshibaやEl Toshi（複数形では"Los Toshibas"）と呼ばれる固定編成の電車である。電化開業時は全ての編成が2M1Tであったが、後に一部編成は下に示すようにパンタグラフを搭載しないT車を増結し2M2Tとなっている。
- 形式はサルミエント線・ミトレ線・ウルキサ線用電車の続番の"4000"が付けられ電動車がM.4001 -・パンタグラフ付き付随車がR.4600 -・パンタグラフなしの付随車がR.4800 -の番号となっている。
- 日本での製造分は3両×40編成とパンタグラフ付き付随車12両の132両で、残りの24両（先頭車のみ、12編成分）および増結用のパンタグラフなし付随車27両は現地でノックダウン生産された。
- 中間の付随車（PT車）に特別高圧機器を搭載。この方式は国鉄781系と同じである。

- 両開きの自動ドアが各車両側に3箇所設置されている。
- 各ドア横には車掌が操作する3種類の鍵穴が設置されており、一部ドア締め切り扱いの時や緊急時に専用の鍵を差し込むことによって、鍵穴に一番近いドアのみが個別に手動で開閉できる仕組みとなっているほか、安全上の観点から通常は全てのドアが完全に閉まるまで発車することが不可能な設計にもなっている[10]。
- 車内の座席はオレンジ色の転換クロスシートであったが、民営のTMR（スペイン語版）時代に座席が破損したまま修理されずに放置されたこと[11]が災いしたとみられ、TMR時代末期からUGOFE（スペイン語版）時代にかけて、青色の金属製座席もしくは灰色のFRP製座席の相反式クロスシート、および青・緑・灰色のFRP製座席のロングシートに交換された（青色の金属製座席とFRP製座席は後に灰色のFRP製座席へ交換されている）[12]。
- 丸形のつり革が車内に2列分設置されているが、ロングシートに改造された車両はつり革を支える吊り棒を交換する代わりに撤去されている。
- 一部のM車は先頭部の座席を撤去し、自転車用の荷物スペースにしている。
- 車内壁の化粧板は客用扉や車両間の貫通扉も含めクリーム色系であるが、2002年頃から順次白色系のものへ交換されている。
- 正面デザインは小田急電鉄9000形電車などの当時の日本の私鉄通勤型電車によく似たものとなっている。
- 乗務員室は全室構造となっており、貫通扉を使用する際は客室との仕切り扉が運転席の仕切り扉となる。
  - 乗務員用の乗降扉は運転室側のみに設置されており、貫通路を挟んだ反対側には設置されておらず、その代わりに二人掛けのロングシートが設置されている。
  - 運転台の配置は日本国内の多くの電車と同様、運転席から見て右側に着脱式ブレーキハンドルを挿入するブレーキ弁、左側にデッドマン装置つきのマスター・コントローラーが配置されるものである。計器類が設置されているパネルは茶色系で、運転席は乗客用と同様のオレンジ色の革張りのものとなっている。貫通扉を挟んで運転台と対象になる位置には手ブレーキが設置されている。

- 側面の窓は下段上昇・上段下降式の二段サッシとなっているが、一部の車両は下段窓を固定する改造を受け、そのなかには二段サッシの四隅が丸い形状のものへ交換された車両も存在する。
- 車内窓上にはカーテンではなくアルミ製のブラインドが設置されていた。これは他のアルゼンチン国鉄の車両と共通した仕様[注釈 4]であったが、民営のTMR時代に乗務員室の窓上を除いて撤去され、代わりに窓には遮光フィルムが貼られた。
- 前面貫通扉上には行き先や種別を示す方向幕が設置されていたが、2013年頃までにLEDの行き先表示機に交換された。
  - 行き先表示のLEDは電車の行き先方向に合わせた表示を行うため、編成の前と後ろで異なった表示となる。
- M.4096は1998年1月13日にプラサ・コンスティトゥシオンで電車運行の遅れを多発させていた民営TMRに対し定時運行を求める乗客が抗議した事件で放火され全焼、廃車となったほか、M.4033ほかいくつかの車両が事故により長期間離脱している。

- 運営会社の変更等に伴う塗装変更が度々行われているが、検査に入るまでは既存の塗装で運用するため、違う色の編成同士での組み合わせを構成する編成も存在する。以下に塗装の種類とその時期の変革を示す。
  - 登場時 - 1990年代中盤 : 車体全体を白色で塗装し、窓下に赤色に近いオレンジ色と緑色の帯を配置したもの。初代アルゼンチン国鉄（Ferrocarriles Argentinos）および首都圏鉄道会社（Ferrocarriles Metropoliranos S.A. - FE.ME.SA.）の塗装であり、民営化後の2003年まで見られた（事故などで運用離脱した車両はこの塗装を保ち現存する）。
  - 1990年代中盤 - 2000年代初頭 : 車体側面・前面を白色に、屋根を青く塗装し、車体中央に青色と緑色で大きく"M"のアルファベットを象ったデザインにしたもの。1995年の民営化で誕生したTMRの初代塗装でTMRの"M"（Metropolitanoの頭文字）を中心に出した特徴的な塗装であり、民営化のシンボルともいえるものでもあった。2011年ごろまで見られた（事故で運用離脱した車両を除く）。
  - 2000年代初頭 - 2007年 : 車体側面を白色で、屋根を青色で塗装し、窓下に青色と黄緑色の線を配置したもの。民営会社TMRの二代目塗装といえるもので、俗に「冷蔵庫塗装」と呼ばれ2011年頃まで見られた。上記のTMR初代塗装に比べ塗装内容の簡略化がなされている点が特徴であるが、これは2001年12月に同国が債務不履行を宣言したことによる経済危機の影響によるものと言われており、初代アルゼンチン国鉄の塗装から直接この塗装へ塗り替えられた車両も多数存在。なお、2002年から翌2003年にかけてMATERFERで製造された中間付随車（R'）は新車時からこの塗装で出場している。
  - 2008年 - 2014年 : 車体側面と前面を紺色と銀色で塗装したもの。2007年にTMRの運営を引き継いだUGOFE（アルゼンチン緊急鉄道運営組織）の初代塗装であり、前面の貫通扉窓下に"LGR"、車体側面窓上の銀色部分に"Línea Gral.Roca UGOFE S.A"という洒落た文字が印刷されている。2013年のUGOFE解体後に運営を引き継いだArgentrenになったあとも入場した車両工場によってはこの塗装で出場することがあり、それらの車両には前面の貫通扉窓下および車体側面窓下の洒落た文字が印刷されておらず、かわりに再国有化の前準備として広く採用を始めた"Trenes Argentinos"のロゴが印刷されている。TMRの初代および二代目塗装の車両はすべてこの塗装へ塗り替えられた。2020年現在でも見ることができる。
  - 2012年 - 2014年 : 車体全体を水色で塗装したもの。UGOFEの二代目塗装にあたり、それの初代塗装と同じように前面の貫通扉窓下に"LGR"、車体側面窓上の銀色部分に"Línea Gral.Roca UGOFE S.A"という洒落た文字が印刷されているが、それに加えて当時のブエノスアイレス近郊鉄道網の共通ブランド名の"Transporte Público"（公共交通機関）というロゴも印刷されている。UGOFE解体後に運営を引き継いだArgentrenになってから塗り替えられた車両には、上記のUGEFE初代塗装と同様、前面の貫通扉窓下および車体側面窓下にはこれらの洒落た文字は印刷されておらず、かわりに再国有化の前準備として広く採用を始めた"Trenes Argentinos"のロゴが印刷されている。2020年現在も見ることができる。
  - 2014年 - 現在 : 車体全体を水色および白色で、窓周りを黒色で塗装したもの。新アルゼンチン国鉄の標準塗装であり、運営が民間のArgentrenであった2014年にこの塗装を纏う最初の車両が出場。それ以降は年によってごくわずかな塗装配置の変更をしつつ、多くの車両がこの塗装へ塗り替えられている。2014年度に塗り替えられた車両には同年に塗り替えられた上記のUGOFE塗装二種類と同様、"Trenes Argentinos"のロゴが車体側面および前面に印刷されているが、翌2015年度に塗り替えられた車両には同年の運営再国有化のブランド名である"Nuevos Ferrocarriles Argentinos"（新アルゼンチン国鉄）というロゴと同国運輸省のロゴが印刷されている。しかし、翌2016年度以降に塗り替えられた車両にはアルファベット大文字の"TRENES ARGENTINOS"のロゴが印刷されるようになっている。これは、政府の鉄道ブランド名が短い間に何度も変更されたことに伴うもので、2016年以降に塗装変更された車両の前面にはロゴの印刷はされていない[13]。
- 後述の中国製新型電車の導入に伴い運用から離脱する編成が発生した。離脱した編成の中には現役を続ける編成への部品供給に使われているものもある。
  - 中国製新型電車の投入がひととおり終わった時点で、183両中前述の放火事件で廃車になった車両を含む43両が運用から離脱し、現役の車両は7両×20編成の140両。そのうちの11編成が常時運用されている。
- 1985年に電化が完成した当初からの区間は勿論、2017年に電化が完成したプラサ・コンスティトゥシオン - ラプラタ間でも運用されている。

- 編成構成は以下の通り

<製造時の編成>
```
   　M4000-R(PT)4600-M4000
```

<増結用付随車を挿入した一部の編成>
```
   M4000-R(PT)4600-R'4800-M4000       
```

<7両編成の構成>
```
    M-R(PT)-M+M-R(PT)-R'-M
```

<6両編成の構成>
```
    M-R(PT)-M+M-R(PT)-M
```

2020年現在は基本的に上記の3両+4両の7両、もしくは登場時と同様3両+3両の6両で運用されている。M車は本来、奇数番と偶数番の車両がペアになり運用される設計であるが、電気系統の配線は両渡り構造となっており、方向転換の上で奇数番同士、および偶数番同士のペアで運用されている車両も存在する。
- (PT)=日本国有鉄道制式・PS22形に準ずる下枠交差型パンタグラフを搭載

#### 車両番号・製造表
|          | 奇数番 制御電動車（M） | パンタグラフ付き 中間付随車（R） | 偶数番 制御電動車（M'） | 製造企業                      | 製造年 | 特徴                                           |
| -------- | ---------------------- | -------------------------------- | ----------------------- | ----------------------------- | ------ | ---------------------------------------------- |
| 車両番号 | M.4001 - 4007          | R.4601 - 4604                    | M.4002 - 4008           | 日本車輌                      | 1983   | 日本製編成                                     |
| 車両番号 | M.4009 - 4019          | R.4605 - 4610                    | M.4010 - 4020           | 日本車輌                      | 1984   | 日本製編成                                     |
| 車両番号 | M.4021 - 4031          | R.4611 - 4616                    | M.4022 - 4032           | 近畿車輛                      | 1984   | 日本製編成                                     |
| 車両番号 | M.4033 - 4043          | R.4617 - 4622                    | M.4034 - 4044           | 東急車輌                      | 1984   | 日本製編成                                     |
| 車両番号 | M.4045 - 4055          | R.4623 - 4628                    | M.4046 - 4056           | 川崎重工                      | 1984   | 日本製編成                                     |
| 車両番号 | M.4057 - 4067          | R.4629 - 4634                    | M.4058 - 4068           | 日立製作所                    | 1984   | 日本製編成                                     |
| 車両番号 | M.4069                 | R.4635                           | M.4070                  | アルゼンチン軍事製造 日本車輌 | 1985   | 混結編成 電動車はアルゼンチン製 付随車は日本製 |
| 車両番号 | M.4071                 | R.4636                           | M.4072                  | FIAT MATERFER 日本車輌        | 1985   | 混結編成 電動車はアルゼンチン製 付随車は日本製 |
| 車両番号 | M.4073                 | R.4637                           | M.4074                  | FIAT MATERFER 近畿車輛        | 1985   | 混結編成 電動車はアルゼンチン製 付随車は日本製 |
| 車両番号 | M.4075                 | R.4638                           | M.4076                  | アルゼンチン軍事製造 近畿車輛 | 1985   | 混結編成 電動車はアルゼンチン製 付随車は日本製 |
| 車両番号 | M.4077                 | R.4639                           | M.4078                  | FIAT MATERFER 近畿車輛        | 1985   | 混結編成 電動車はアルゼンチン製 付随車は日本製 |
| 車両番号 | M.4079                 | R.4640                           | M.4080                  | FIAT MATERFER 近畿車輛        | 1985   | 混結編成 電動車はアルゼンチン製 付随車は日本製 |
| 車両番号 | M.4081                 | R.4641                           | M.4082                  | アルゼンチン軍事製造 近畿車輛 | 1985   | 混結編成 電動車はアルゼンチン製 付随車は日本製 |
| 車両番号 | M.4083                 | R.4642                           | M.4084                  | FIAT MATERFER 近畿車輛        | 1985   | 混結編成 電動車はアルゼンチン製 付随車は日本製 |
| 車両番号 | M.4085                 | R.4643                           | M.4086                  | FIAT MATERFER 近畿車輛        | 1985   | 混結編成 電動車はアルゼンチン製 付随車は日本製 |
| 車両番号 | M.4087                 | R.4644                           | M.4088                  | アルゼンチン軍事製造 東急車輌 | 1985   | 混結編成 電動車はアルゼンチン製 付随車は日本製 |
| 車両番号 | M.4089                 | R.4645                           | M.4090                  | FIAT MATERFER 東急車輌        | 1985   | 混結編成 電動車はアルゼンチン製 付随車は日本製 |
| 車両番号 | M.4091                 | R.4646                           | M.4092                  | FIAT MATERFER 東急車輌        | 1985   | 混結編成 電動車はアルゼンチン製 付随車は日本製 |
| 車両番号 | M.4093                 | R.4647                           | M.4094                  | アルゼンチン軍事製造 川崎重工 | 1985   | 混結編成 電動車はアルゼンチン製 付随車は日本製 |
| 車両番号 | M.4095                 | R.4648                           | M.4096                  | FIAT MATERFER 川崎重工        | 1985   | 混結編成 電動車はアルゼンチン製 付随車は日本製 |
| 車両番号 | M.4097                 | R.4649                           | M.4098                  | FIAT MATERFER 川崎重工        | 1985   | 混結編成 電動車はアルゼンチン製 付随車は日本製 |
| 車両番号 | M.4099                 | R.4650                           | M.4100                  | アルゼンチン軍事製造 日本車輌 | 1985   | 混結編成 電動車はアルゼンチン製 付随車は日本製 |
| 車両番号 | M.4101                 | R.4651                           | M.4102                  | FIAT MATERFER 日立製作所      | 1985   | 混結編成 電動車はアルゼンチン製 付随車は日本製 |
| 車両番号 | M.4103                 | R.4652                           | M.4104                  | FIAT MATERFER 日本車輌        | 1985   | 混結編成 電動車はアルゼンチン製 付随車は日本製 |

|          | パンタグラフなし 中間付随車（R'） | 製造企業                                | 製造年       | 特徴              |
| -------- | --------------------------------- | --------------------------------------- | ------------ | ----------------- |
| 車両番号 | R.4801 - 4818                     | FIAT MATERFER                           | 1987 1988    | 増結付随車        |
| 車両番号 | R.4819 - 4825                     | MATERFER                                | 2002 2003    | 増結付随車        |
| 車両番号 | R.4826 - 4834?                    | MATERFER                                | 車体のみ完成 | 未完成 増結付随車 |
| 車両番号 | R.4835 - 4837                     | アルゼンチン軍事製造                    | 1987 1988    | 増結付随車        |
| 車両番号 | R.4838 - 4849?                    | アルゼンチン軍事製造 リニエルス車両工場 | 車体のみ完成 | 未完成 増結付随車 |

出典はより。

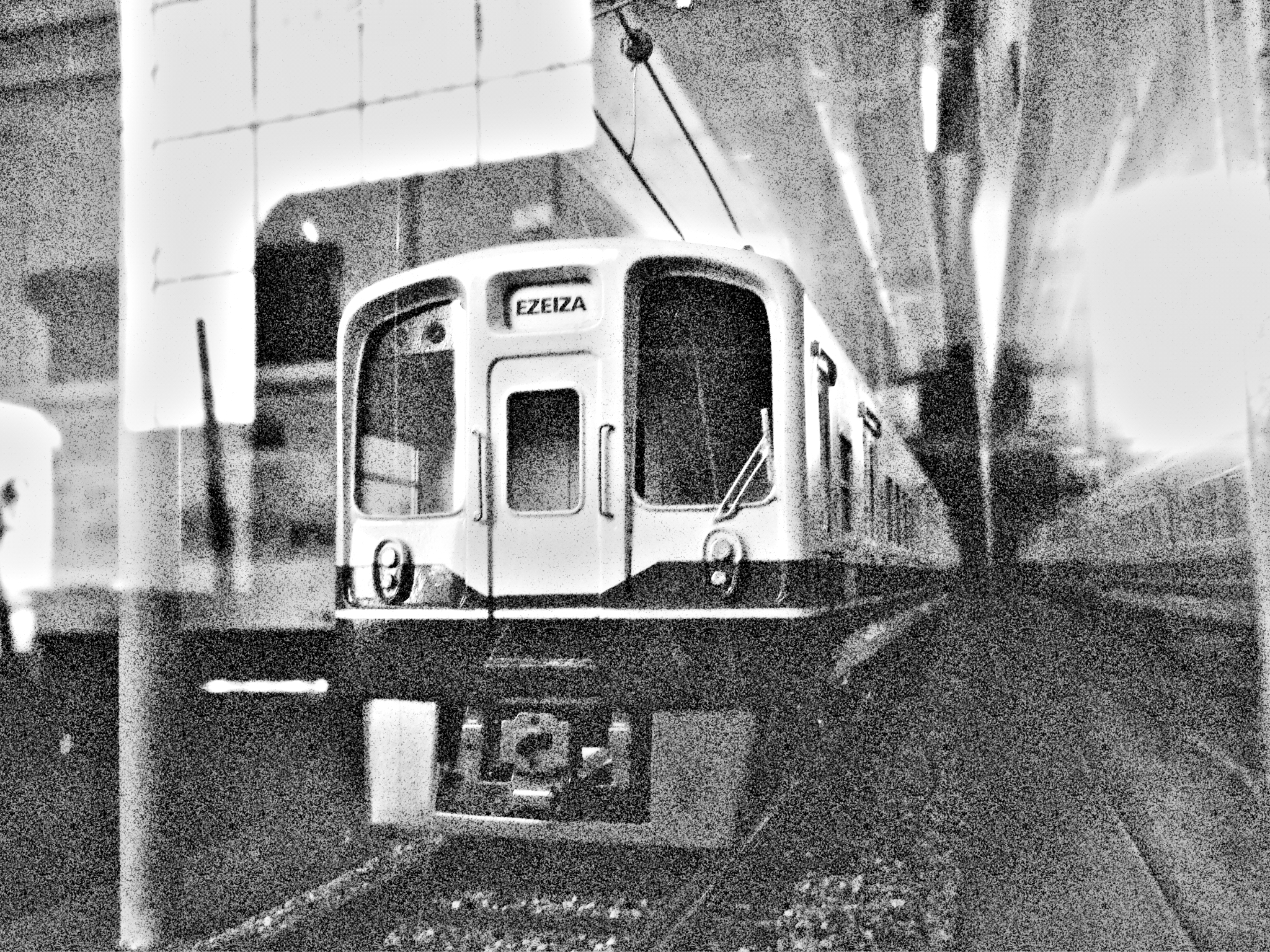
"Toshiba"登場時塗装の模型（アルゼンチン国立鉄道博物館所蔵）
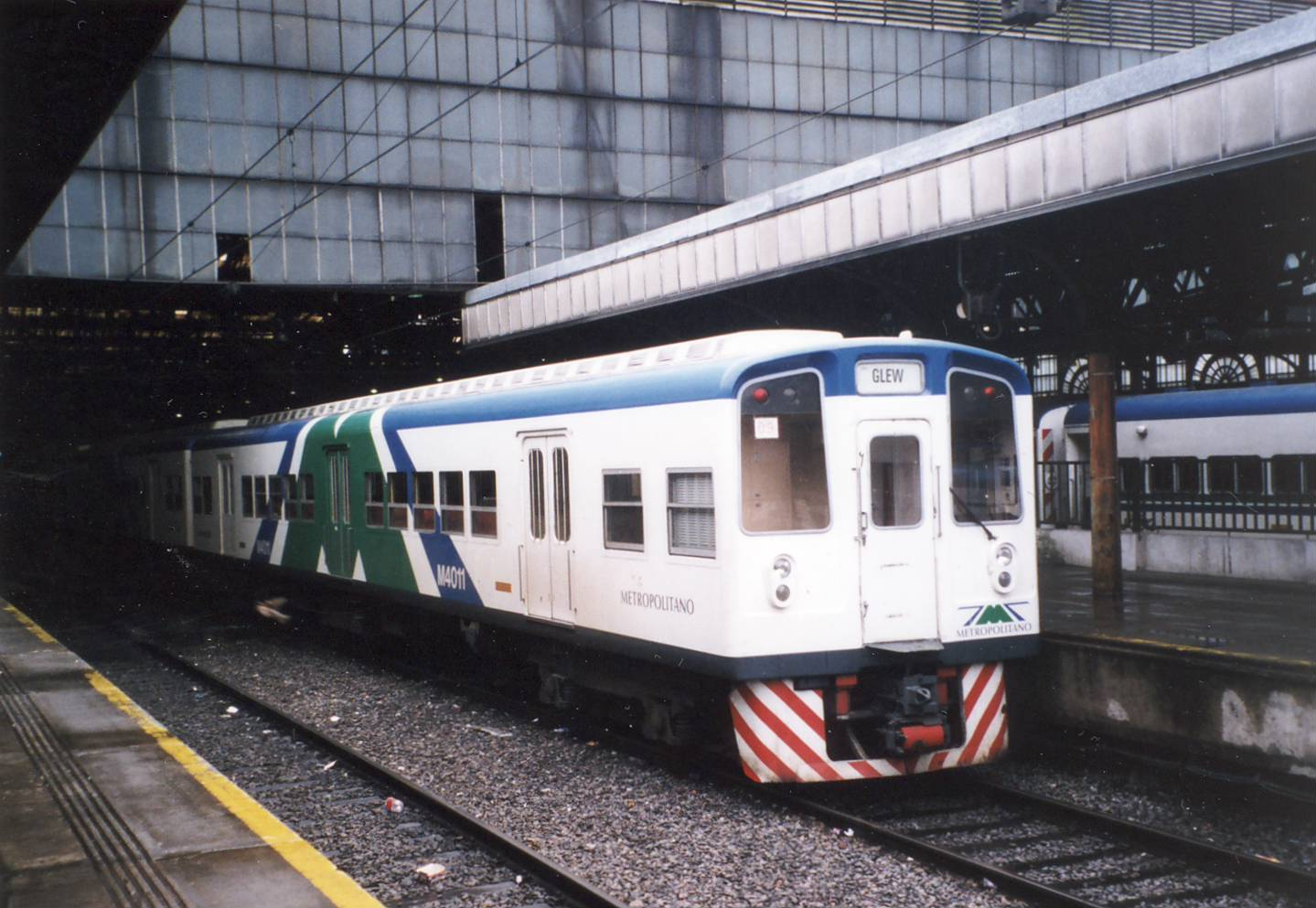
TMR（メトロポリターノ）初代塗装の"Toshiba"
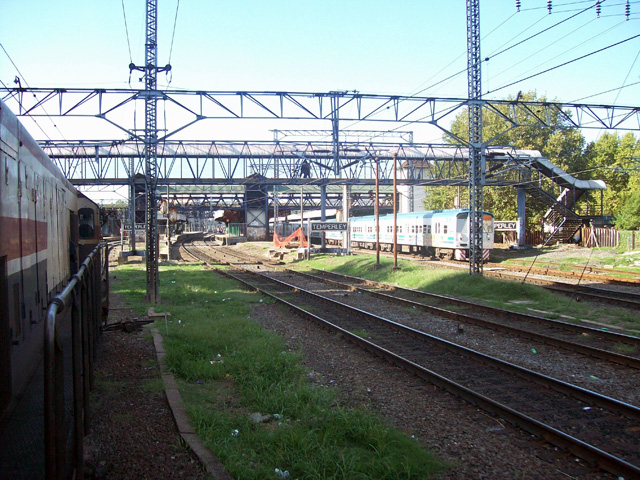
TMR（メトロポリターノ）二代目塗装の"Toshiba"（写真奥）
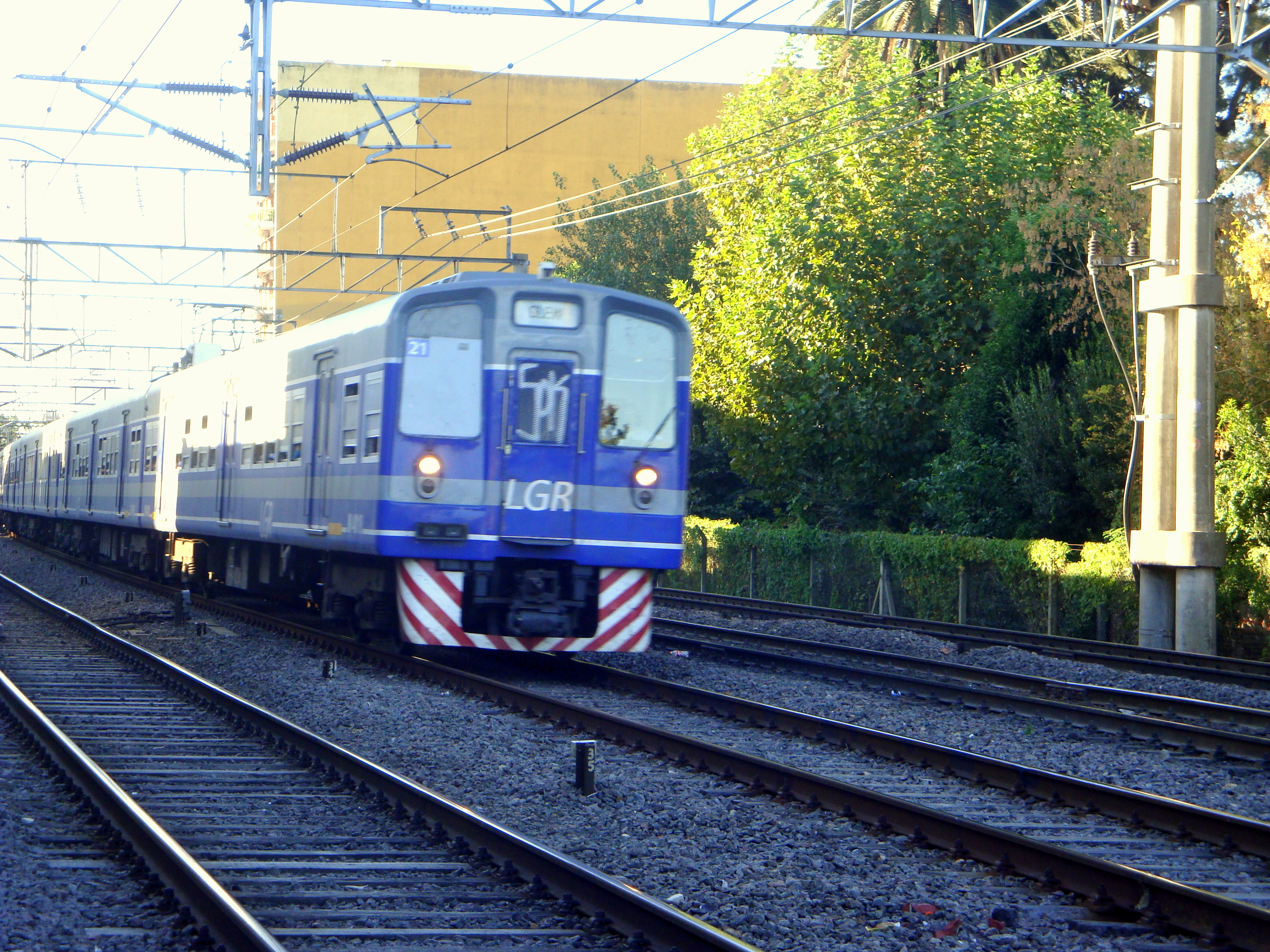
UGOFE初代塗装の"Toshiba"
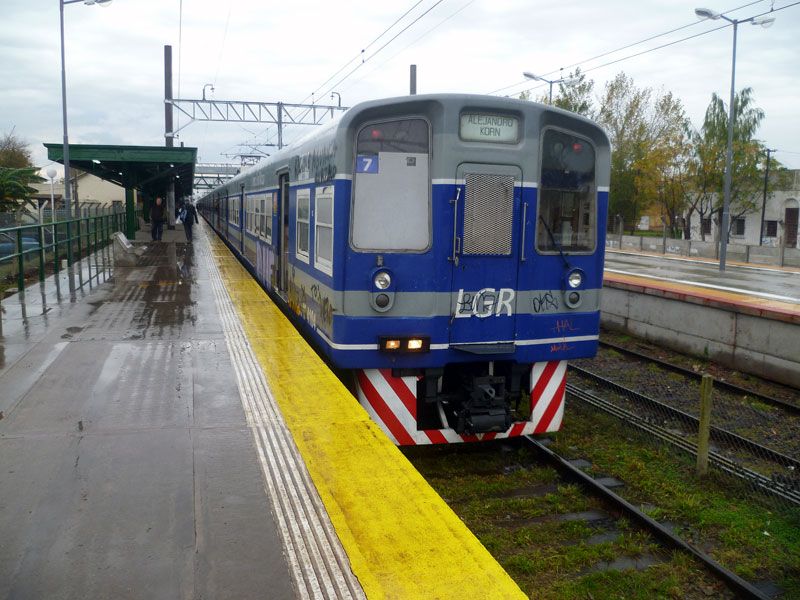
方向幕をつけたUGOFE 初代塗装の"Toshiba"（[アレハンドロ・コルン]表示）
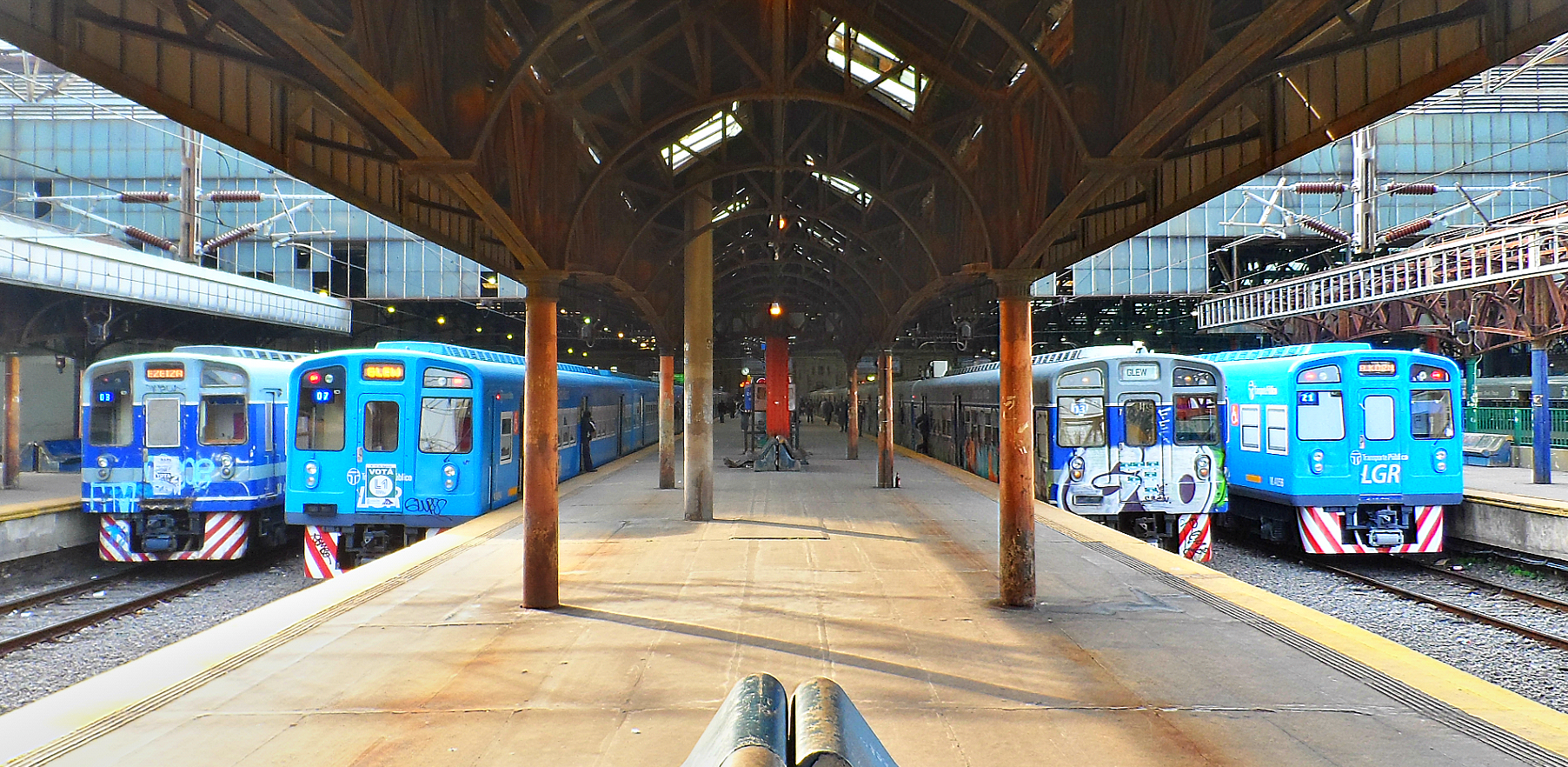
UGOFE初代塗装から二代目塗装、方向幕からLED表示機への過渡期
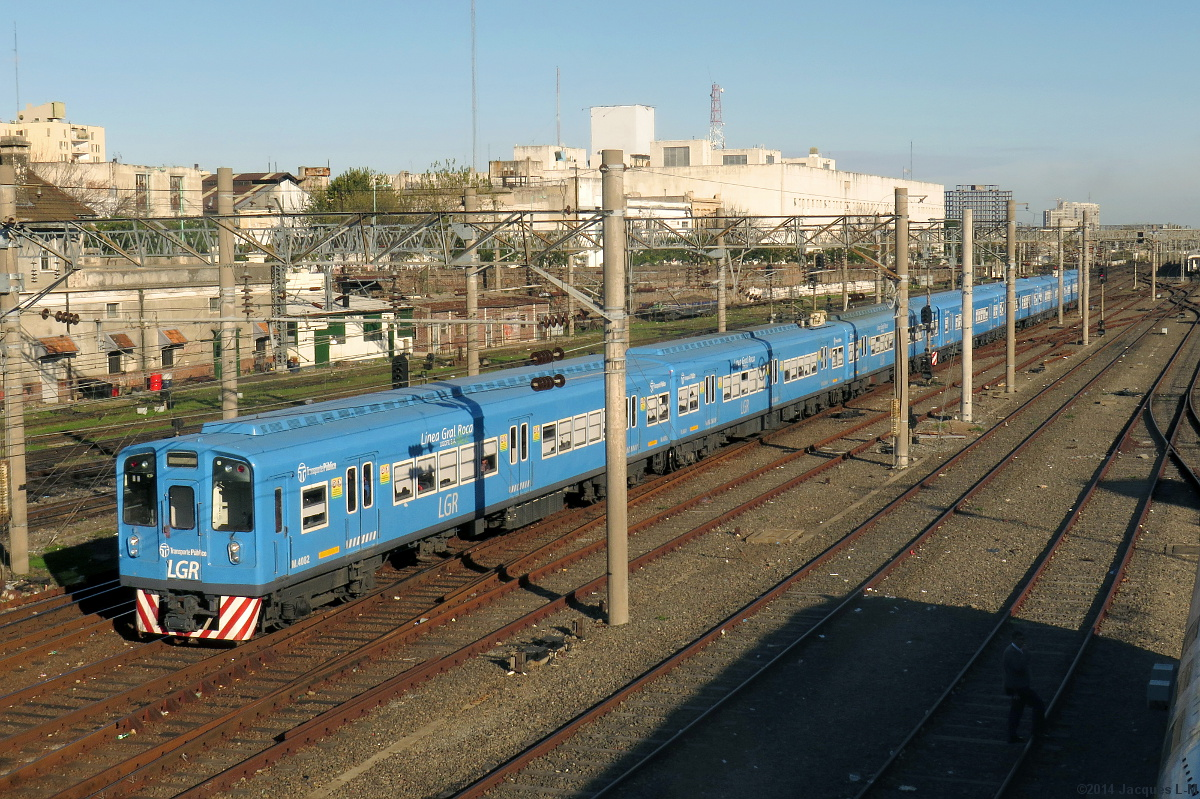
UGOFE二代目/Argentren塗装の"Toshiba"
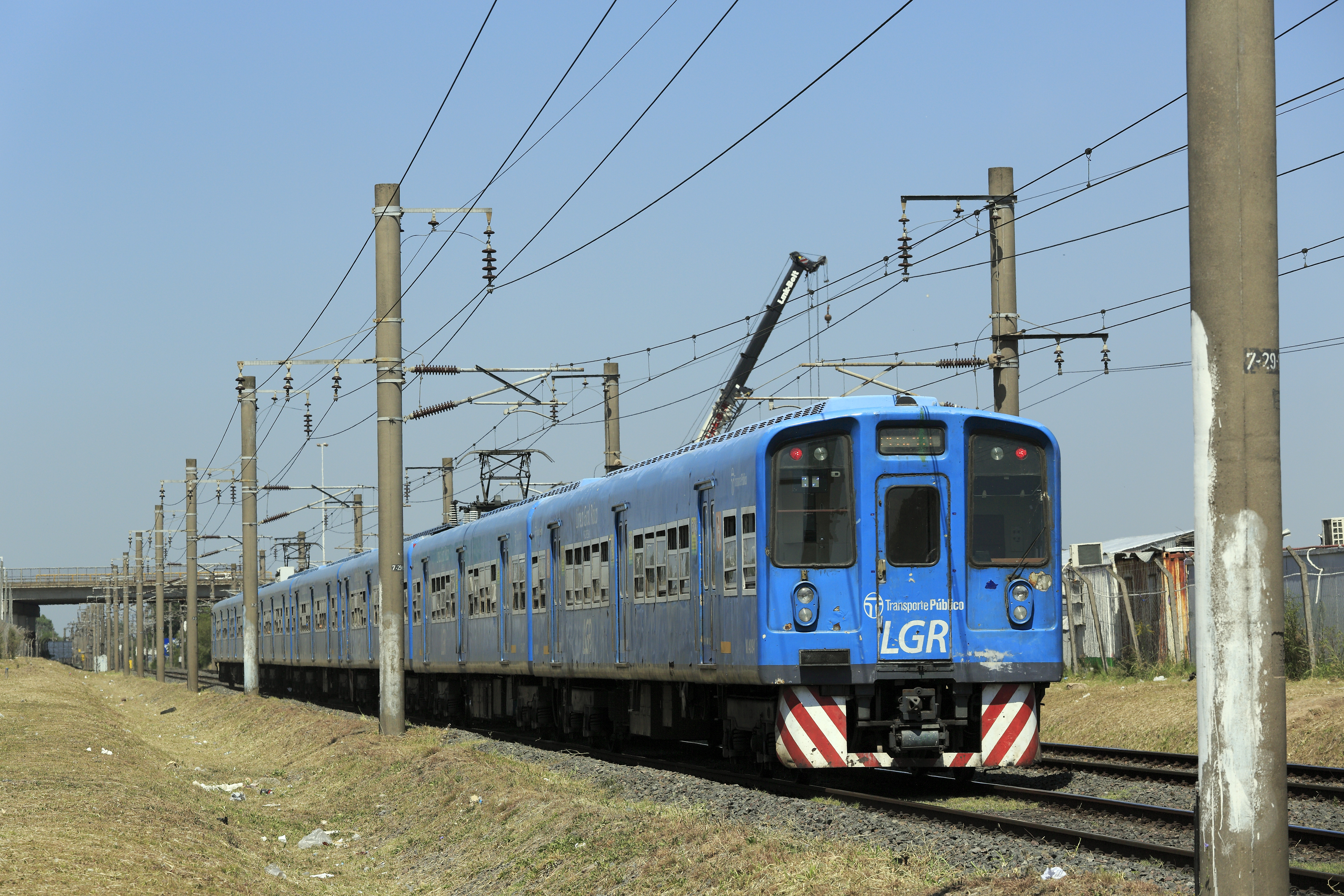
UGOFE二代目/Argentren塗装の"Toshiba"現地ノックダウン生産車両 性能や外観に変わりはない
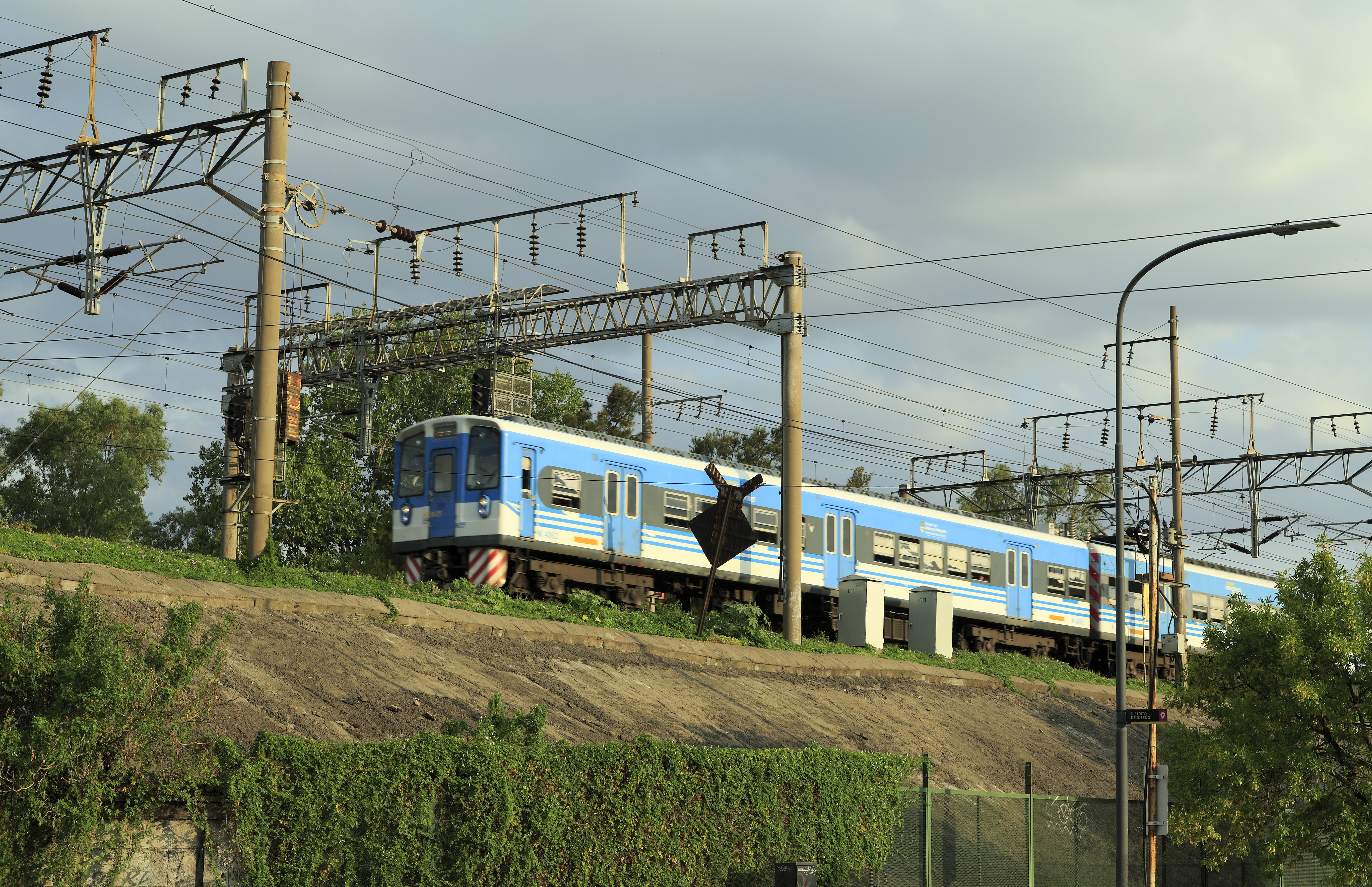
新アルゼンチン国鉄（SOFSE,Nuevos Ferrocarriles Argentinos）塗装の"Toshiba"
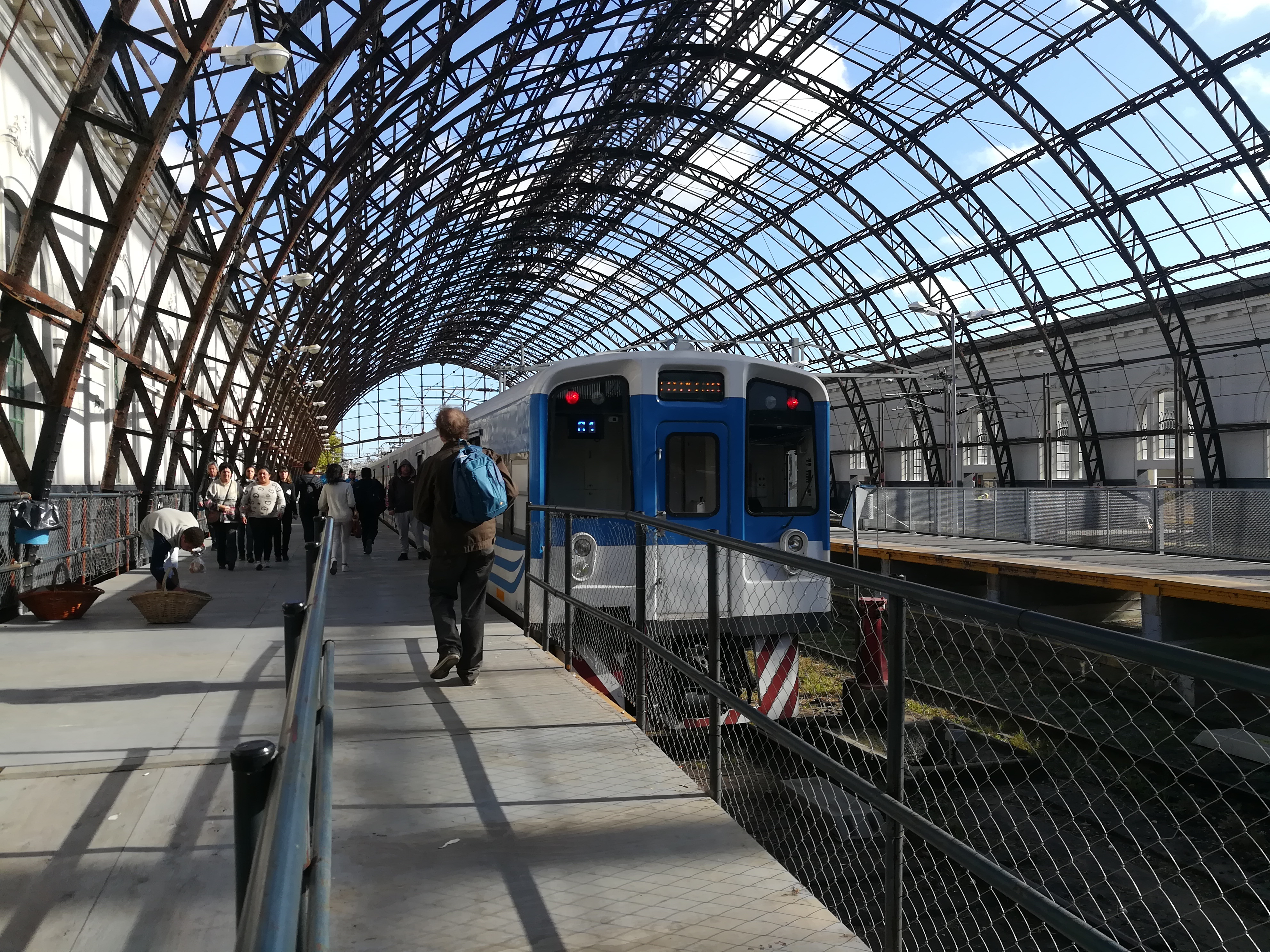
ロカ線・ラプラタ駅に停車中の新アルゼンチン国鉄塗装の"Toshiba"
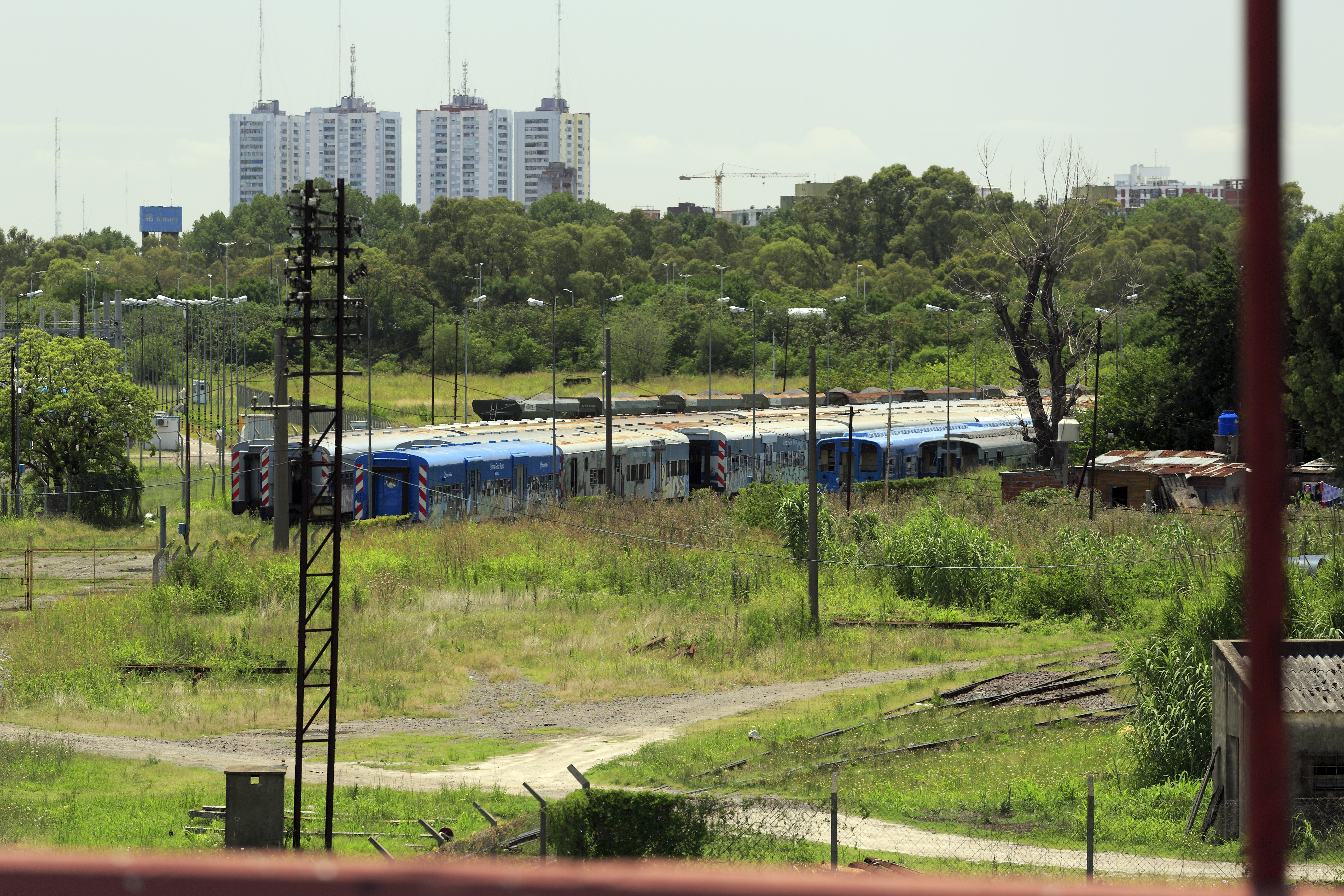
運用を離脱した車両 （写真中央右側）
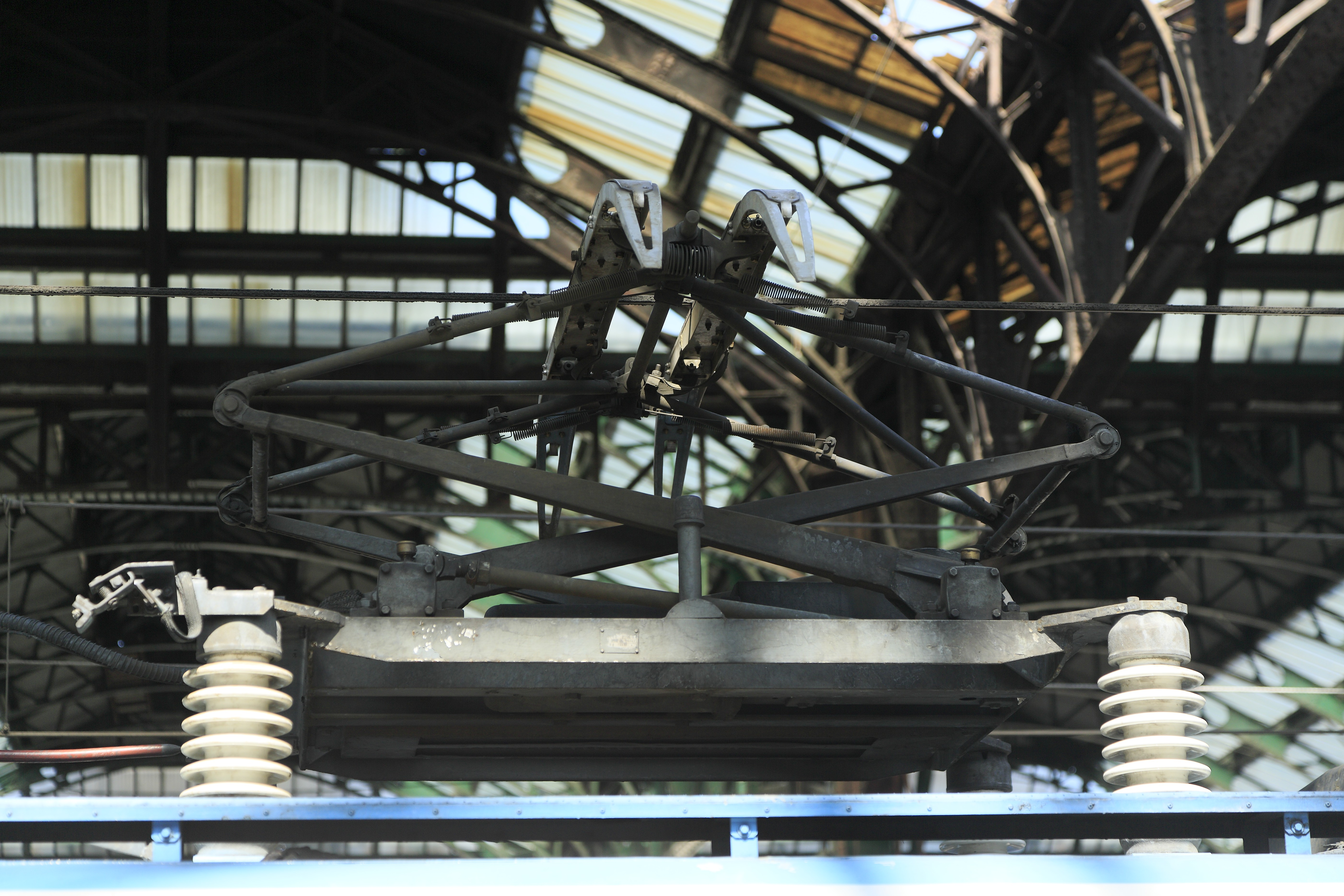
パンタグラフ
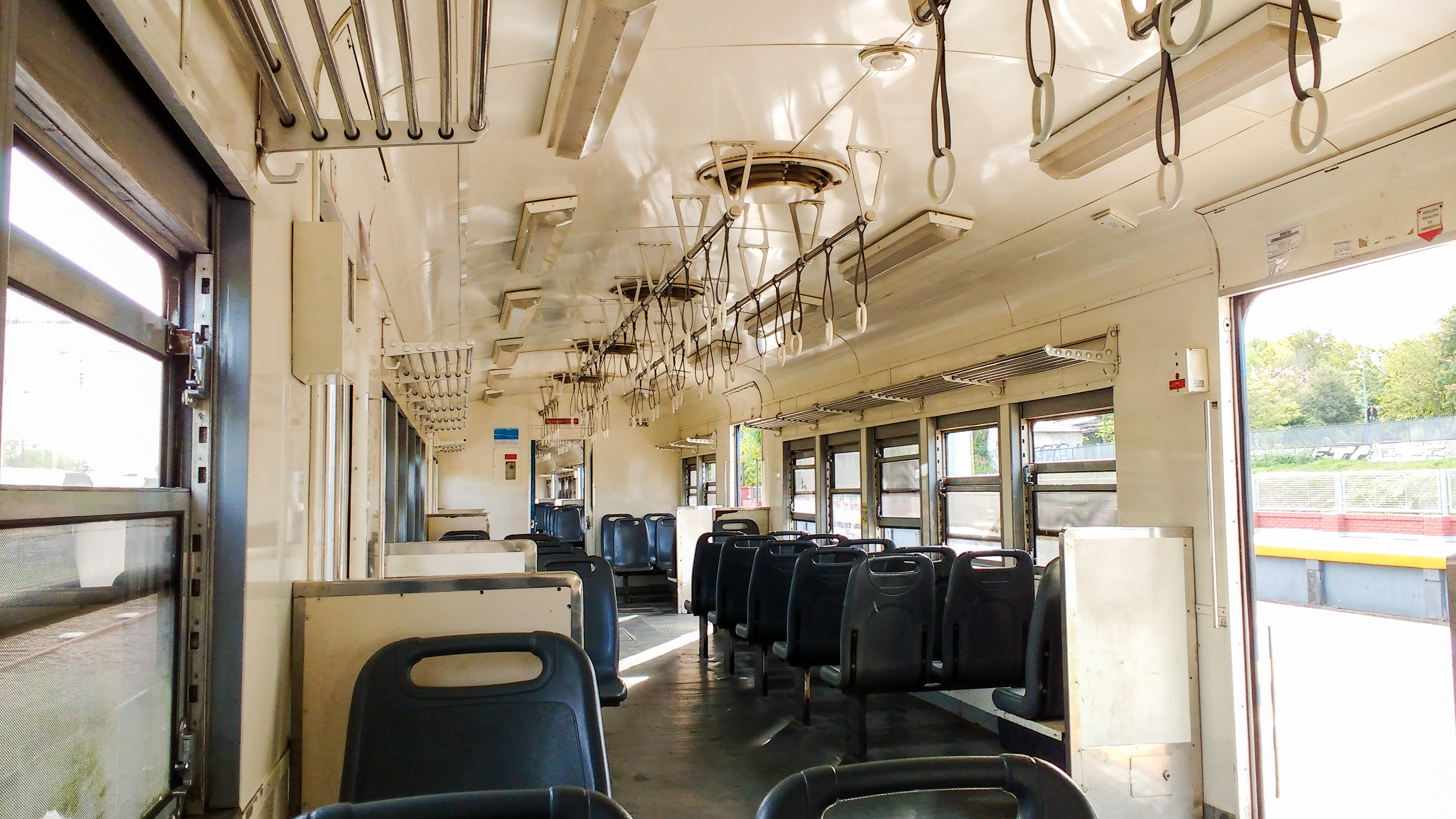
更新後の車内

### ポルトガル製車両
- UGOFEがプラサ・コンスティトゥシオン - テンペルレイ - クライポレ間の運用補強用としてポルトガルより購入した、同国SOREFAME（ポルトガル語版）製の電車[20]。オールステンレス車両である[20]。
- 愛称は車体の製造元よりCoche（Eléctrico）SOREFAME。
- 購入されたのは3両固定6編成+2両の20両（2007年）及び3両固定8編成+1両の25両（2008年/2009年）の合計45両。
- 3両中に1等車と2等車を含むユニット編成で、CP（Comboios de Portugal : ポルトガル国鉄）のシントラ線などで運用されていたUTE（Unidade Tripla Eléctrica・3両電気ユニットの意味）2000形/2050形/2080形が形式もそのままにロカ線で走り始めた。

- 編成構造は以下の通り（現地ではTはRになる）

```
       3両 : Rc-R(s)-M'c
       6両 : Rc-R(s)-M'c+M'c-R(s)-Rc
```

基本的に3両2編成を連結させた6両で運用。
- 電装品はドイツのシーメンス、AEGおよびスイスのエリコン、ブラウンボベリ製の物を使用し、高圧機器はM'c車に搭載されている[21]。
  - 上記の電装品製造各社は交流50 Hz電化鉄道用電気機器を西ヨーロッパから世界各地へ売り込むため、50 c/s連合と呼ばれる企業連合[注釈 8]結成しており、本形式の電装品もこの企業連合の名義となっている。
- これらの車体はアメリカのバッド社のライセンスにより生産されたステンレス製であったが、製造がUTE2000形は1956年・1957年、UTE2050形が1962年、UTE2080形は1966年と一番新しい車両でも"Toshiba"よりも15年以上も古い。
  - 実際に運用に入ると数々の問題が露呈した。
    - 1M2Tの構成により加速が"Toshiba"に劣ることが運行に遅れを引き起こし、ダイヤを乱した。
    - 主電動機のオーバーホール等に加え、パンタグラフの交換等の工事に車体各所の部品が3編成分用意されたと言うものの実際には足りず、果てには一部編成の車体や台枠の一部が劣化・破損している事が見つかった[10]。
      - 以上の理由より、実際に電車として運用されたのは3両2編成で構成される6両2編成分の12両のみであった[10]。
- しかし、その6両2編成も電車としての運用は長く続かず、僅か数年で電装解除されてしまい、その後は客車として使用された[22]。
- 客車としてはサルミエント線でも使用された[23]。
- 2015年には2080形の2編成がブエノスアイレス州営の中・長距離列車を運行するフェロバイレス（スペイン語版）に客車として譲渡され、臨時列車で運用されたが、[24][25]、翌2016年6月に同社の列車がサン・マルティン線において新アルゼンチン国鉄の貨物列車と衝突した事故[26]の影響で翌7月に同社は列車の運行を全て休止し[27]、その後はラプラタのロス・オルノス/ガンビエール車両工場[注釈 9]、およびレメディオス・デ・エスカラーダ車両工場[注釈 10]に留置されている。
- 2020年現在は全ての車両が運用を離脱しており、大半の車両（28両）は電装解除された2080形とともにラプラタのロス・オルノス/ガンビエール車両工場の片隅にまとめて留置されていることが航空写真より確認できる。なお、そこの同車の多くは電装解除されていない。また、一部はコルドバのMATERFERの構内に留置されている。

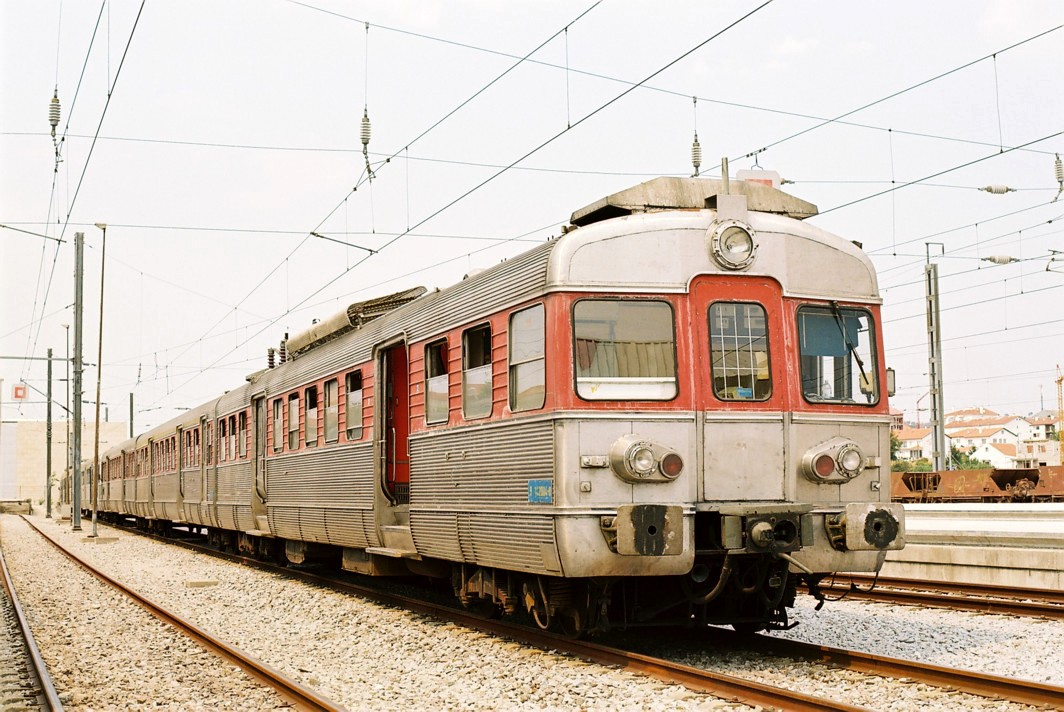
ポルトガル・シントラ線での2000形 写真の編成は後にロカ線で活躍する事になる
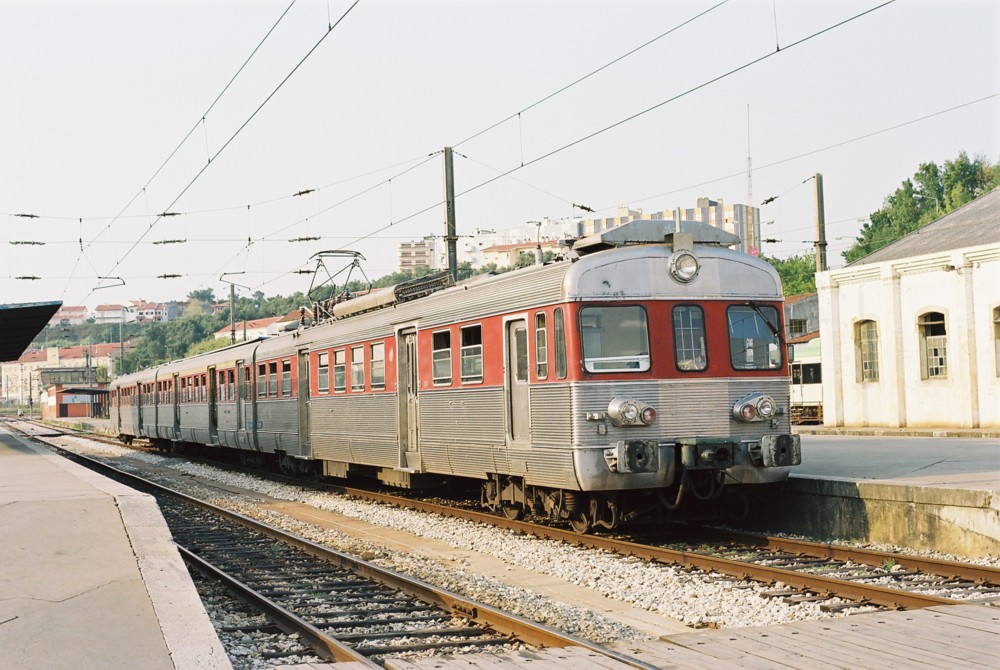
ポルトガル・コインブラB駅に停車中の2050形
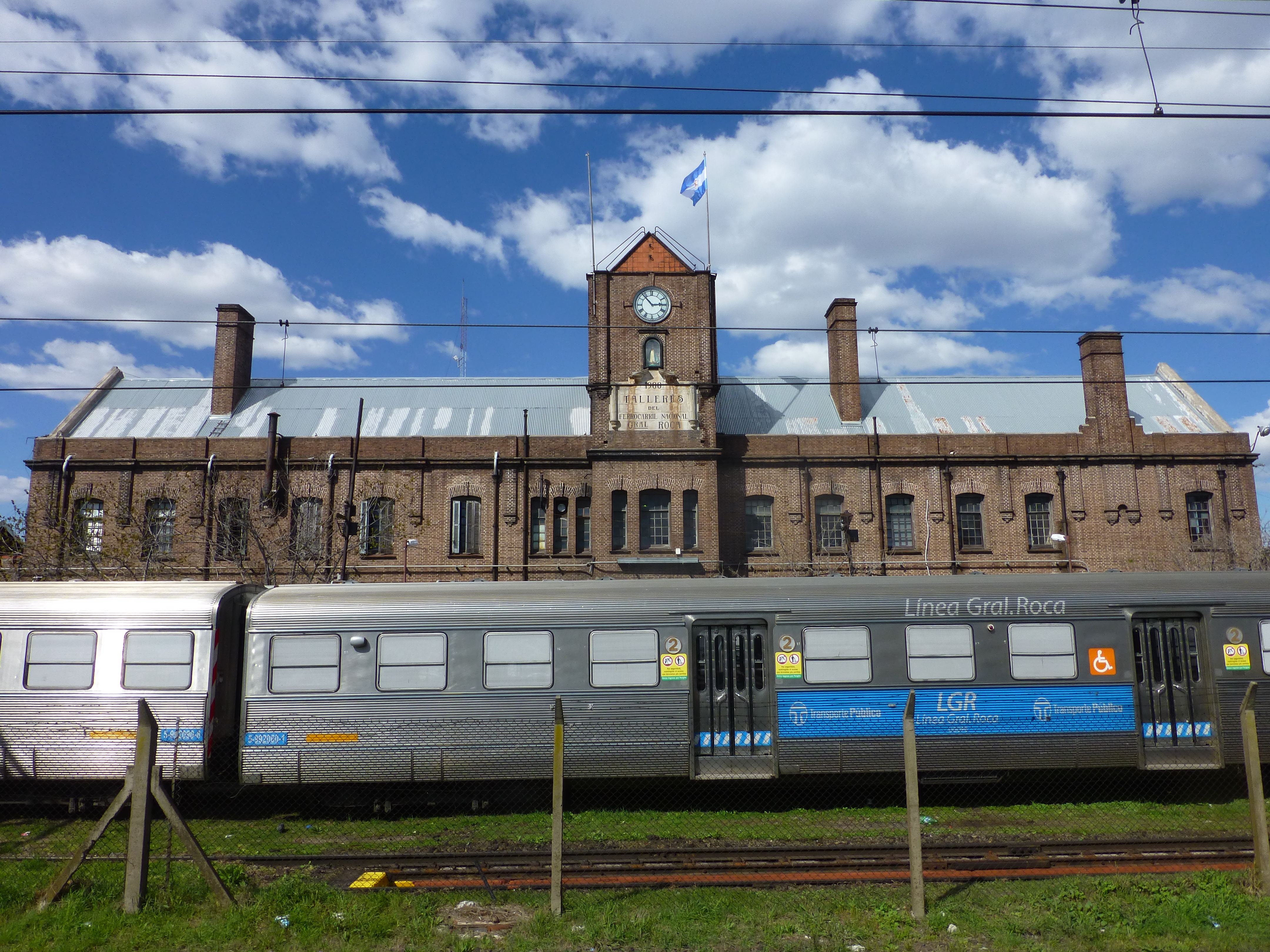
ロカ線での2080形

### 中国製車両
- 2015年6月から運用を始めた、1編成3両もしくは4両固定の2M1T/2M2T、三菱電機製のIGBT-VVVFインバーターで制御を行う最新型車両で、現地では製造国及び構体・台車、もしくは制御装置VVVFインバーターの製造元より"Chino"および"CSR Mitsubishi"と呼ばれる。
- アルゼンチン国内においても製造が行われた上記の日本製"Toshiba"と異なり、製造は全て中華人民共和国の中国南車（現中国中車）・青島四方機車車両工場で行われ、車体全体のデザインはサルミエント線およびミトレ線に一足早く入った最新型の電車（スペイン語版）と同じであるが、本形式は集電装置が電化方式に合わせ前者の第三軌条集電方式ではなく、架空電車線方式のパンタグラフとなっている点が特徴。
- 編成は上記の"Toshiba"と同様、電動Mc車がパンタグラフ付きの付随R車、およびパンタグラフなしの付随R'車（Rはスペイン語でTの意味）を挟む構造となっている。
  - 番号の付け方も"Toshiba"を基礎としており、Mc車の番号がM.5001-、R車の番号がR.5601-、R'車の番号がR.5801-となっている。
- 電化区間の延伸のため、3両編成と4両編成が合わせて300両と大量導入。
- 先頭前面はサルミエント線およびミトレ線用の新型車両と同様、流線型のデザインとなっており貫通扉は設置されていない。
  - 2017年に新たに電化された区間において、当車が投石され、それにより前面の一枚ガラスが破損する事件が発生[29]。原因はいたずらと考えられているが、それ以降、破損防止と安全のため、編成の先頭に立つ先頭車の前面ガラスに金網のカバーが設置された[注釈 11]。
- 車内はFRPの内装とクロスシートになっており、ロングシートの車両は存在しない。
  - 編成中に広い自転車用の荷物スペースを備える。
- ロカ線初の冷房付き電車であり、車内には監視カメラが設置されている。
- 車両間の貫通扉は設置されておらず、広い貫通幌とあいまって開放的で明るい車内空間を演出している。
  - 車端部の壁にはLEDの案内表示器が設置されており、主に行き先などを流している。
- 加速度は"Toshiba"よりも遅く設定されている。

- 編成構造は以下の通り（現地ではTはRとなる）

```
       3両:Mc-R(PT)-MC 
       4両:Mc-R1(PT)-R2-Mc
```

- 新車時から上記編成を2編成連結した7両もしくは8両での運用が基本となっているが、需要に応じては3両2編成の6両での運用も可能である。

```
   6両:Mc-R(PT)-Mc+Mc-R(PT)-Mc
   7両:Mc-R(PT)-Mc+Mc-R1(PT)-R2-Mc
   8両:Mc-R1(PT)-TR2-Mc+Mc-TR1(PT)-R2-Mc
```

- (PT)＝赤色に塗られたシングルアーム式パンタグラフを2基搭載。1基は予備のため、基本は1基のみ上昇している。

- 2017年2月、プラサ・コンスティトゥシオン駅に到着した車両の車内座席下に設置されていた不審物が発火し、座席と壁の化粧板が焼ける事件が発生したが、発火時に乗客はすべて下車していたため人的被害は出ず、車両も修理されて復帰した[30]。
- 2018年にはさらなる電化の延伸と老朽化が見えてきた"Toshiba"を置き換えるために、4両50編成（200両）の追加注文が行われた[31]。

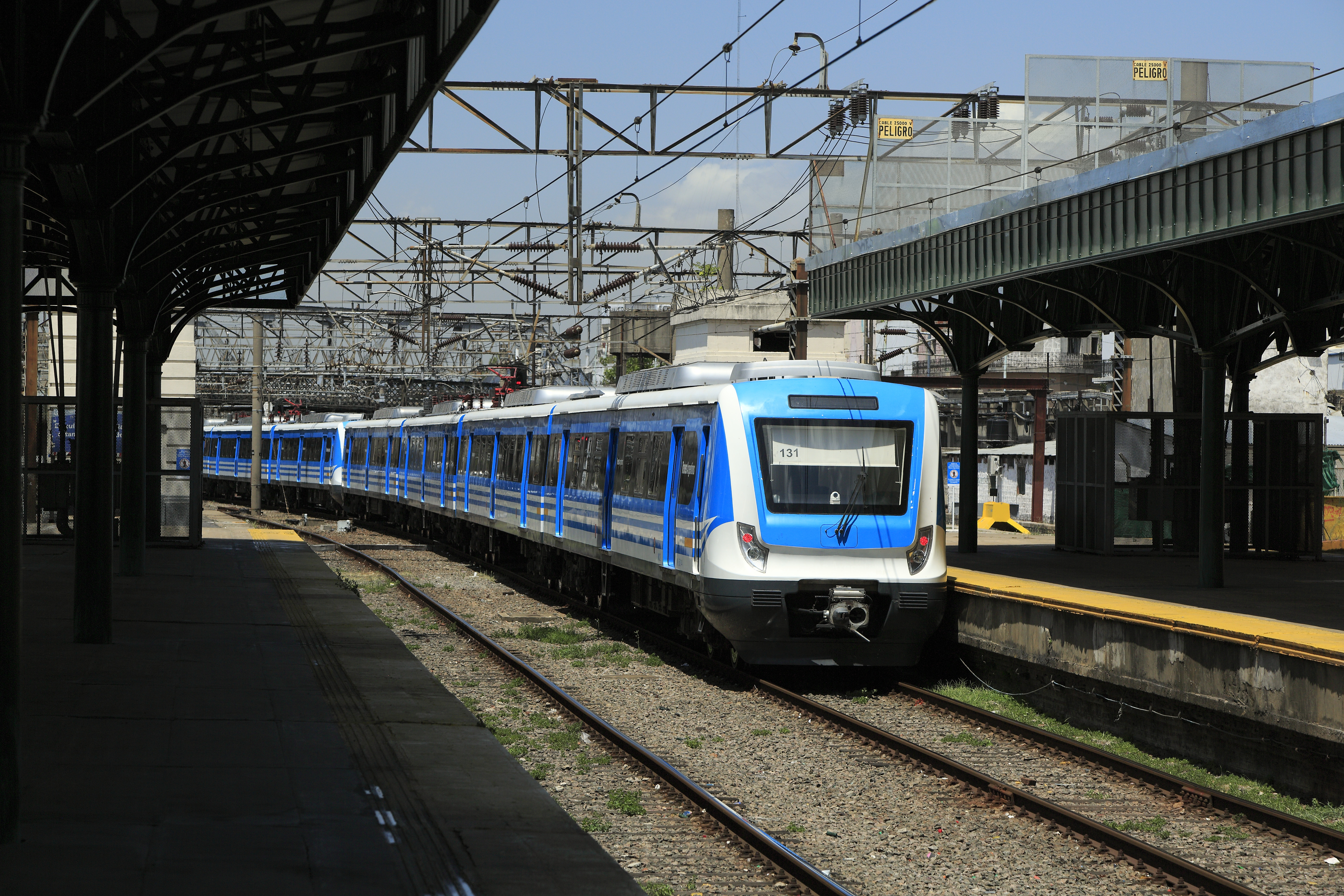
プラサ・コンスティトゥシオン駅を出発する中国製電車
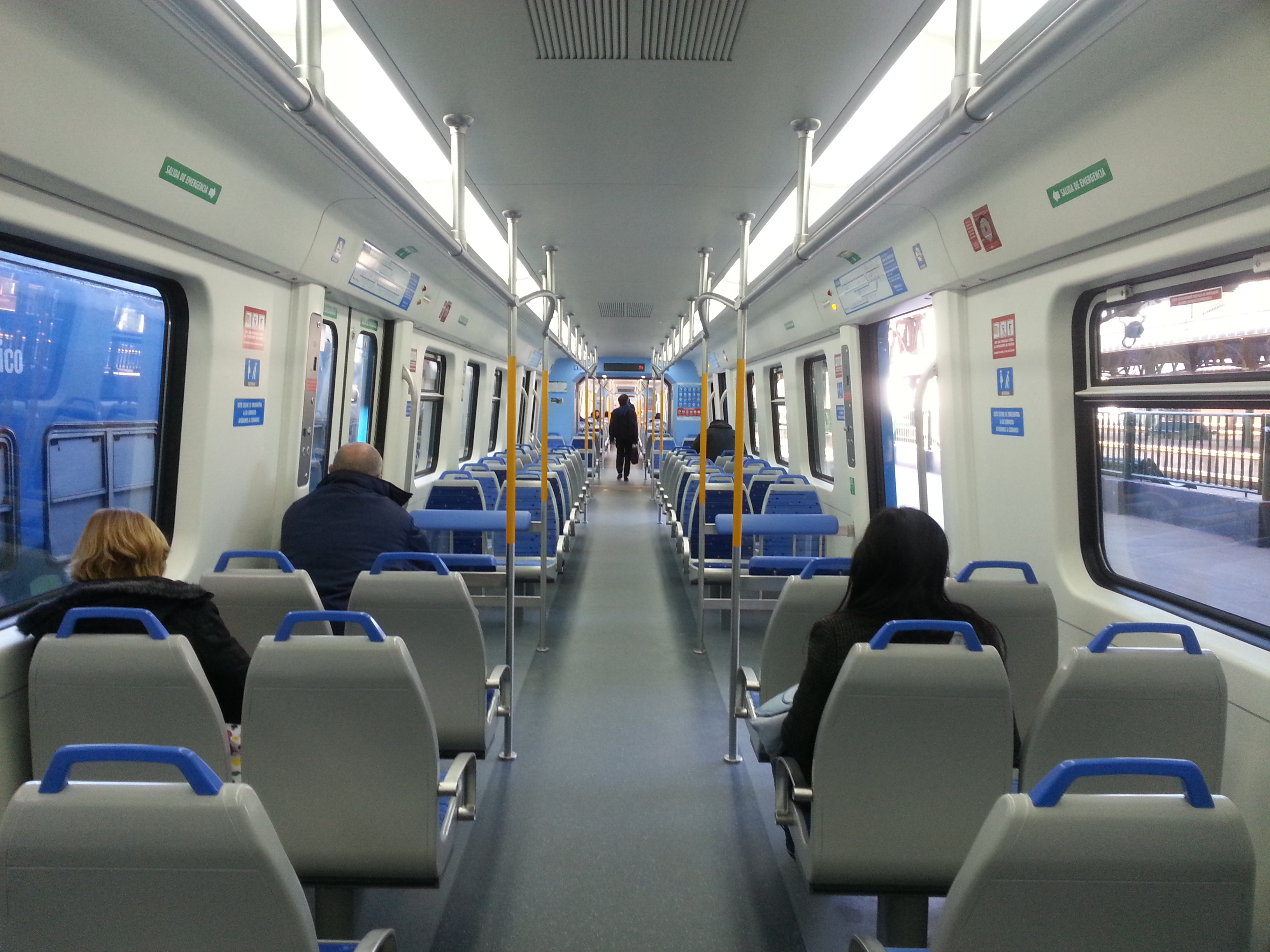
車内

### ロシア製車両
- 2022年1月、アルゼンチン政府はブエノスアイレス近郊の通勤路線の輸送鵜力増強計画の一環として、ロシアの鉄道車両メーカーのトランスマッシュホールディングの子会社であるトヴェリ車両工場（ロシア語版）が展開する電車「イヴォルガ（Иволга）」（8両編成）をロカ線に導入する事を発表した[32]。

### 事業用車両

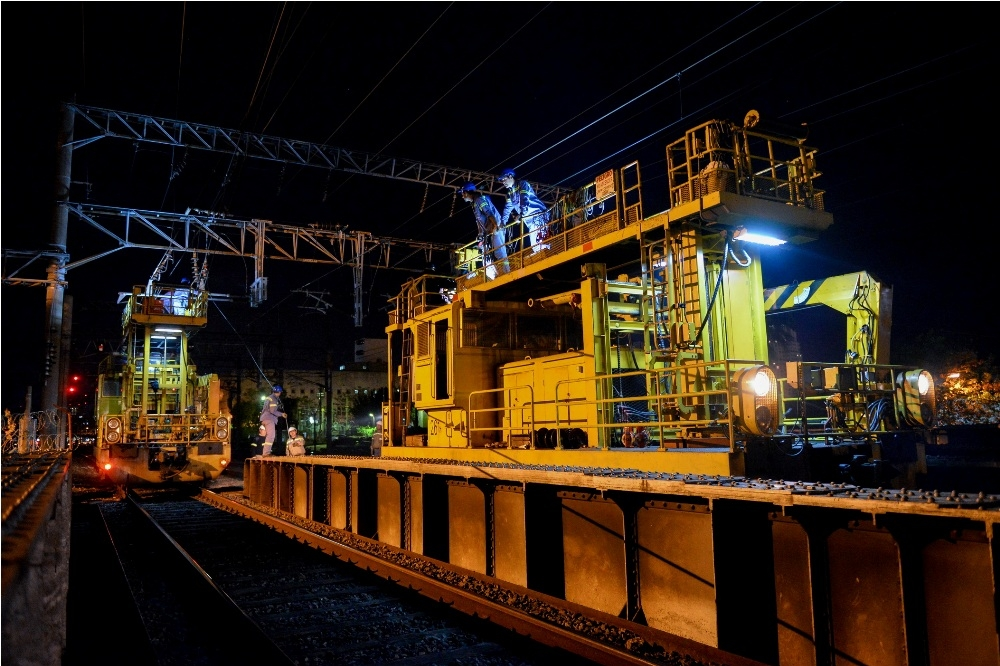
"Equipo Fuyi"

#### 日本製車両
- 電化工事や架線関係の保守に使用される、ディーゼルエンジン搭載の電気作業車。製造は富士重工業で、愛称は同社の名前より"Equipo Fuyi"（y→j、「富士の機械」の意）となっている。
- 最初の電化工事のために製造され、通常は2両で1ユニットを構成。屋根上には下部交差式の菱形パンタグラフとクレーン、及びトロリー線を巻き付ける設備や架線柱設置等で使用する作業用の台が設置されている。
- 堀川工機製の軌道モーターカーも導入されている。

#### オーストリア製車両
- プラッサー&トイラーにおいて製造された車両[33]。上記の"Equipo Fuyi"と同様の設備を備える電気作業車や、バラスト作業に使用するマルチプルタイタンパーなど、数種類が存在する[33]。

#### 中国製車両
- 上記のオーストリア製の車両に代わる、新たなマルチプルタイタンパーおよびクレーン搭載車、2両1ユニットを形成する軌道検測車など。製造は中国中車で、鮮やかな黄色が特徴である。

## 年表
ここでは電化の対象となった近郊区間の電化の進展と近郊電車に関した内容を述べる
- 1962年 - アルゼンチン政府から日本の運輸省への正式要請に基づき、日本国有鉄道の専門家による調査チーム派遣
- 1969年 - ロカ線電化計画に関する日本連合結成
- 1971年 - 包括基本契約締結
- 1981年 - 契約発効
- 1983年 - 電車（"Toshiba"）の製造・納入開始
- 1985年11月15日 - 最初の区間が電化開業
- 1991年4月1日 - 運営が同じく国営企業のFEMESA（Ferrocarriles Maropolitanos S.A.、首都圏鉄道株式会社）に移管される
- 1995年1月 - TMR（Transportes Metropolitano Roca - サンマルティン線、ロカ線、ベルグラーノ南線を運営した民営会社Metropolitanoの子会社）により運営が民営化される（コンセッション方式）
- 1998年 - TMRが定時運行を行えないことが増えたことに抗議する一部の利用者がプラサ・コンスティトゥシオン駅構内に停車していた"Toshiba"電車1編成を放火（電車2両がほぼ全焼し廃車）
- 2002年9月 - グレウ - アレハンドロ・コルン間が単線で電化（後に複線電化）[34]
- 2004年5月 - テンペルレイ - クライポレ間が複線で電化される[34]
- 2006年 - TMRの運営が全く改善されないことに抗議した一部の利用者数人が同時に電車に投石する事件が発生し、負傷者が発生
- 2007年2月 - ポルトガルから輸入された中古電車（UTE-2000/2050/2080）が陸揚げされる[35]（後に一部は電装解除をされ客車として使用）
- 2007年5月23日 - TMRの運営において、国からの補助金を受け取っているにもかかわらず定時運行等のサービスが劣化する問題が多発し、一部の利用者が抗議としてプラサ・コンスティトゥシオン駅構内と停車していた"Toshiba"電車2編成に放火する事件が発生したことを受け、同社は運営権を失い運営がUGOFE（鉄道臨時運営事業団）に移管され、同年2月に陸揚げされた"UTE-2000/2050/2080"が運用を開始する（放火された設備と車両はUGOFEにより完全に復旧された）
- 2013年8月21日 - 運営が鉄道車両製造会社等を保有するEmepaグループ社傘下のArgentrenに移管される
- 2015年3月2日 - 再国有化されTrenes Argentinos Operaciones（新アルゼンチン国鉄、SOFSE）の運営となる
- 2015年6月8日 - [36]中国南車集団公司（現中国中車）製造の電車(Chino/CSR-Mitsubishi)が運用を開始する
- 2017年9月 - クライポレ - ボスケス間が電化される[37]
- 2017年10月18日 - プラサ・コンスティトゥシオン - ラプラタ間が全線電化される[38]
- 2018年8月 - ボスケス - ベラサテギ間が電化される[39]